# Caracas
Caracas es la capital federal y ciudad más poblada de la República Bolivariana de Venezuela. Desde el siglo XIX, ha sido el epicentro del poder político del país. Se encuentra en la región Capital de Venezuela, a 12 km del mar Caribe, dentro de un valle montañoso. A pesar de su proximidad a la costa, la ciudad se ubica a casi 1000 metros de altitud, separada del Litoral Central por la Cordillera de la Costa, la cual, en su tramo urbano, conforma el Parque Nacional El Ávila. La autopista Caracas-La Guaira es la principal vía de comunicación entre la ciudad y el estado costero de La Guaira, además de conectar con el Aeropuerto Internacional de Maiquetía Simón Bolívar y el puerto de La Guaira, uno de los más importantes del país.
Caracas fue fundada el 25 de julio de 1567 con el nombre de Santiago de León de Caracas por Diego de Losada y Samuel Santana tras los intentos fallidos de Francisco Fajardo. Como capital, alberga las sedes principales de los organismos que conforman los poderes del Estado, entre ellos el Ejecutivo (Presidencia de la República), el Legislativo (Asamblea Nacional), el Judicial (Tribunal Supremo de Justicia), el Electoral (Consejo Nacional Electoral) y el Consejo Moral Republicano o Poder Moral, integrado por el Ministerio Público, la Defensoría del Pueblo y la Contraloría General. Asimismo, Caracas es el centro de negocios de Venezuela y sede de importantes empresas nacionales.
Entre sus sitios de interés destacan el complejo urbanístico Parque Central, la Ciudad Universitaria de Caracas —declarada Patrimonio de la Humanidad por la Unesco y sede de la Universidad Central de Venezuela—, el Museo de Arte Contemporáneo de Caracas, el hotel Humboldt, el teatro Teresa Carreño, el centro Simón Bolívar, el paseo Los Próceres, la plaza Altamira, el parque del Este, el zoológico de Caricuao, la esfera Caracas, el distribuidor La Araña, el paseo Colón, el Palacio Federal Legislativo, la plaza Bolívar y las edificaciones aledañas, como la catedral de Caracas, el Museo Sacro, el Palacio Arzobispal, el Palacio Municipal, la capilla de Santa Rosa de Lima, la Casa Amarilla, el teatro Principal y el edificio del Gobierno del Distrito Capital.
La ciudad es reconocida mundialmente por su importancia en la arquitectura moderna del siglo XX. Algunas de sus obras más destacadas incluyen la villa Planchart, de Gio Ponti; las Nubes flotantes del Aula Magna, de Alexander Calder; la casa González Gorrondona, de Richard Neutra; el centro Banaven, de Philip Johnson; el club Táchira, de Fruto Vivas; la villa Monzeglio, de Antonio Montini; el viaducto Nueva República, de Riccardo Morandi; el hotel Ávila, de Wallace Harrison; el hipódromo La Rinconada, de Roberto Burle Marx; el poliedro de Caracas, de Jimmy Alcock; la antigua Embajada de los Estados Unidos, de Donald Hatch & Harry Bertoia, así como proyectos inconclusos, como el Museo de Arte Moderno, de Oscar Niemeyer, y la capilla de los Delgado Chalbaud, de Le Corbusier.
Caracas también es considerada la «capital mundial del brutalismo» por la cantidad de sus edificios representativos que contribuyeron de forma universal al desarrollo y difusión de este estilo arquitectónico. Algunas de las obras más sobresalientes en esta categoría son El Helicoide, el edificio Univel, la Universidad Católica Andrés Bello, la casa Lucca-Dragone, la torre Phelps, la torre del diario El Universal, La Previsora, la torre Europa, la torre Delta, la torre América, la torre Británica, el Centro Comercial Ciudad Tamanaco (C.C.C.T.), la torre del Banco Central de Venezuela, la UNEARTE, la Biblioteca Nacional de Venezuela, el Palacio de Justicia de Caracas y el Centro Financiero Confinanzas.
El núcleo urbano conforma el área metropolitana de Caracas, integrada por el municipio Libertador (Distrito Capital) y los municipios Chacao, Baruta, El Hatillo y Sucre del estado Miranda. Sin embargo, el 20 de diciembre de 2017, la Asamblea Nacional Constituyente, controlada por el gobierno de Nicolás Maduro, aprobó un decreto para su supresión y liquidación, decisión acatada por el alcalde encargado, Alí Mansour Landaeta. No obstante, el 9 de enero de 2018, la Asamblea Nacional, de mayoría opositora, declaró la nulidad absoluta de dicha decisión.
En términos de seguridad, Caracas cerró el año 2023 como la ciudad número 19 entre las más violentas del mundo, con una tasa de 52,82 homicidios por cada 100 000 habitantes. En el ámbito global, ocupa el puesto 83 en el Global Cities Index 2019 y es clasificada como una ciudad global tipo «Beta» por el GaWC. También se encuentra en la posición 54 del Top Global Fashion Capital. En cuanto al índice de precios, la crisis económica ha provocado que Caracas pase de ser la ciudad más cara del mundo para expatriados en 2014 a una de las más económicas en 2018.

## Toponimia
La hipótesis más difundida entre los historiadores apunta a que Caracas era el nombre de la tribu que habitaba el valle homónimo, uno de los valles costeros contiguos a la actual ciudad por su norte, topónimo aun vigente. Esta tribu era conocida por los españoles asentados en la isla perlera de Cubagua debido a sus expediciones esclavistas a esa costa entre 1528 y 1540, por lo cual se hizo palabra usual entre los españoles del oriente del país como topónimo de referencia para toda la zona y con ello se generalizó el nombre al territorio del área de Caracas.
Otra teoría, apunta a que Caracas podría hacer referencia a una flor típica del valle y sus alrededores. La especie de planta era llamada “Caraca” por las tribus locales. Su hispanización derivó en el nombre Caracas.
En el año 1567, cuando llegó al valle una expedición proveniente del El Tocuyo precedida por el capitán Diego de Losada, este logró la fundación de un pueblo con el nombre de "Santiago de León de Caracas".
También son varias las teorías sobre el origen del nombre completo de la fundación de la localidad de Santiago de León de Caracas. La más mencionada es la de que la ciudad llevaba el nombre Santiago en honor a Santiago el Mayor, por el apóstol tradicional de la reconquista española, que era el santo militar de España; León, en honor al apellido del gobernador de la Provincia de Venezuela para la época, Pedro Ponce de León; y Caracas por los aborígenes que poblaban la provincia al momento de la fundación. Como se aprecia, si se tomara el apellido León como caso para explicar el nombre de la ciudad, pudiera alegarse que debió ser Ponce y no León el apellido elegido, argumento que alegan algunos autores para descalificar esta hipótesis, pues existe como ejemplo la ciudad de Ponce nombrada y fundada por un Ponce de León en Puerto Rico.

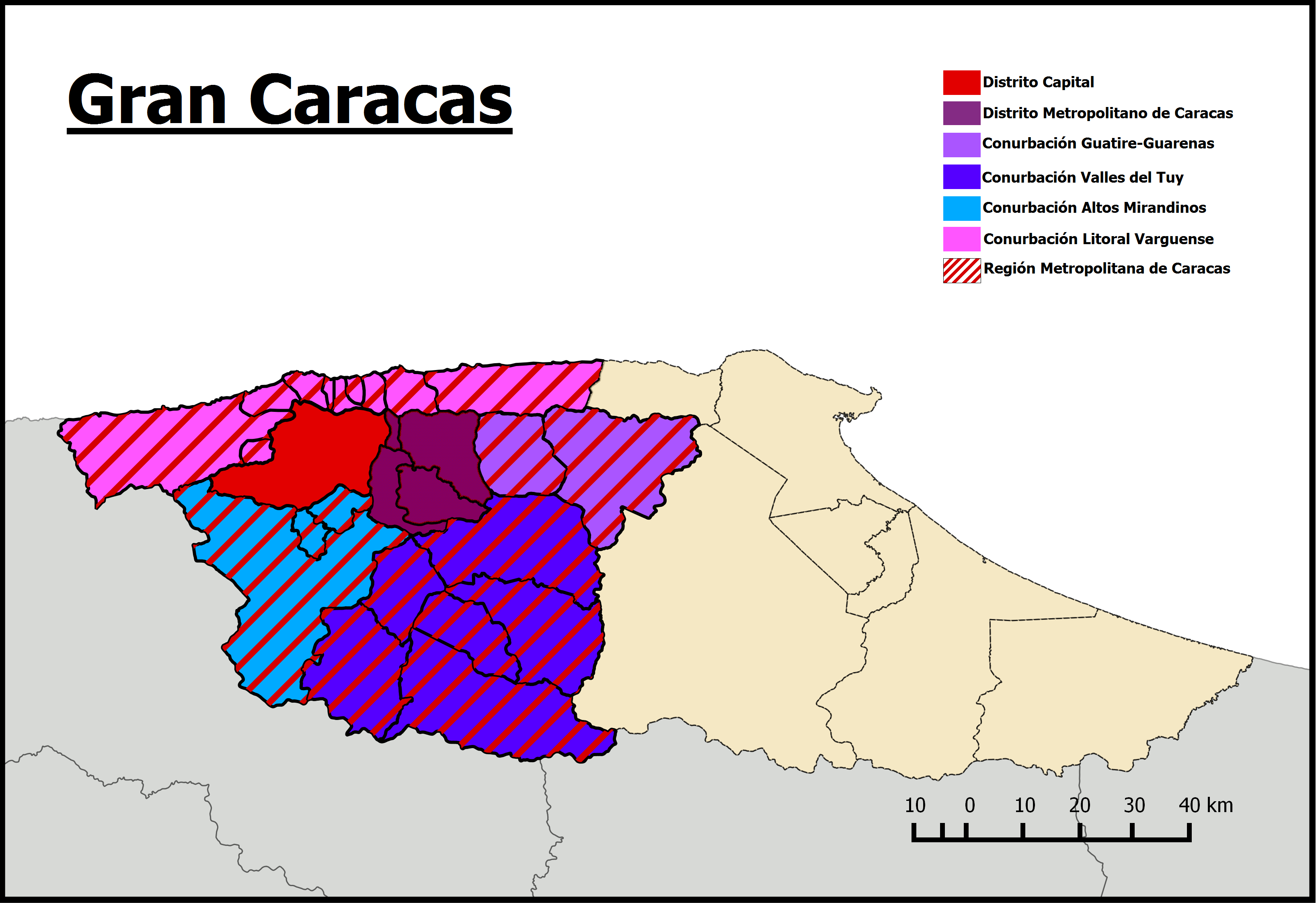
Mapa de Caracas, la Gran Caracas

Otra hipótesis, la que ha tomado más relevancia, sigue la teoría de que Santiago de León procede de los orígenes antes mencionados pero que el nombre de Caracas fue tomado de una flor que los indígenas llamaban "Caraca", que abundaba en el valle donde hoy está la ciudad. Esta flor, en verdad una hierba, también llamada localmente como «pira», es el conocido amaranto o Chenopodium quinoa, que tiene un alto valor nutricional por su alto contenido en proteínas. En realidad el nombre Caracas la toma el capitán poblador del nombre de la provincia, y, como dicho al inicio de estas líneas, proviene a su vez del nombre de una etnia de su costa. La Relación de Pimentel de 1578 ofrece una explicación al nombre de Caracas como el gentilicio dado a esa tribu, e informa que alude efectivamente a esa planta y a que la etnia es tan abundante como la pira o amaranto con quienes otras etnias aborígenes la comparan, dándoles por ello el nombre de Caracas.
Una tercera hipótesis alega que el nombre de Santiago lo decidió Diego de Losada, el fundador de la ciudad, luego de la victoria española en la batalla de Maracapana en recuerdo al día en que los indígenas Caracas de la costa dieron la paz, o se rindieron en julio de 1567 ante el representante del rey, Diego de Losada, ya que al parecer dicho acto protocolar de rendición de estos Caracas se hizo adrede el 25 de julio de 1567, día de Santiago. El nombre de León se debería adicionalmente al día en que se fundó la ciudad, día de San León, según esta novedosa tesis, que litúrgicamente se celebra el 1 de marzo. El antiguo escudo de la ciudad recuerda al escudo del Reino de León.

## Historia

### Fundación

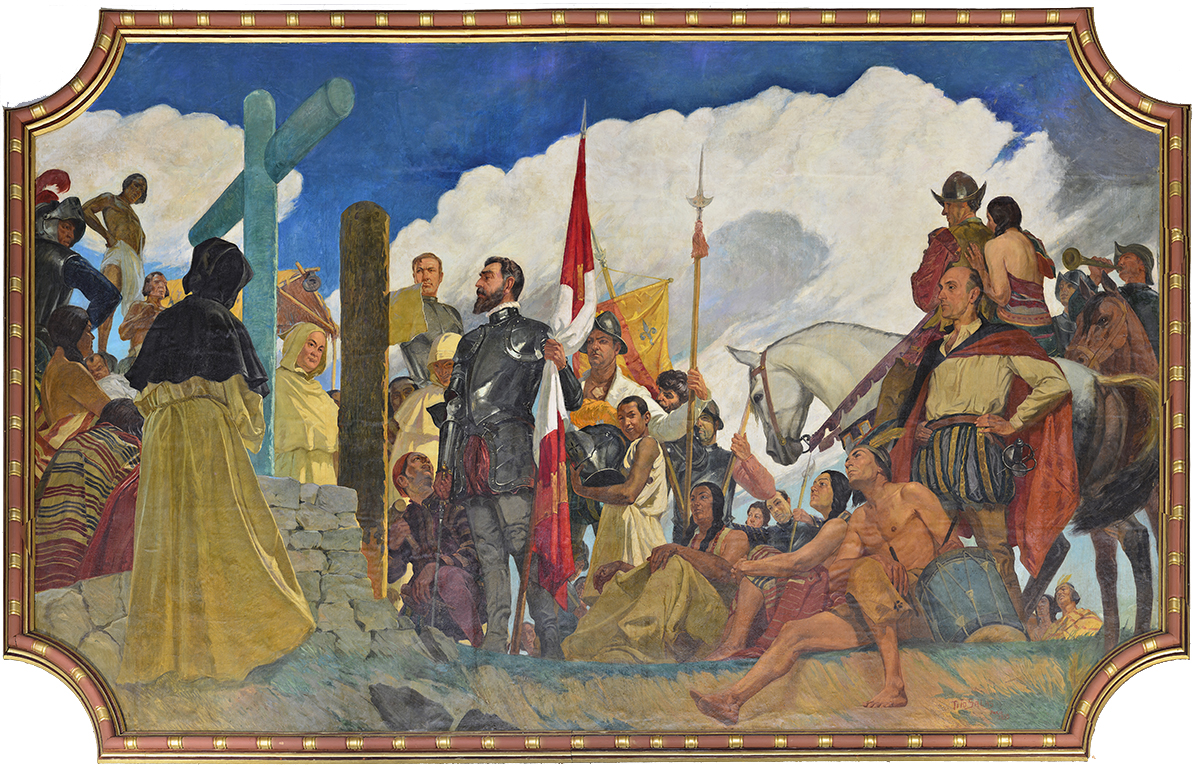
Escena idealizada de la Fundación de Caracas, obra de Tito Salas y ubicada en el Panteón Nacional de Venezuela.

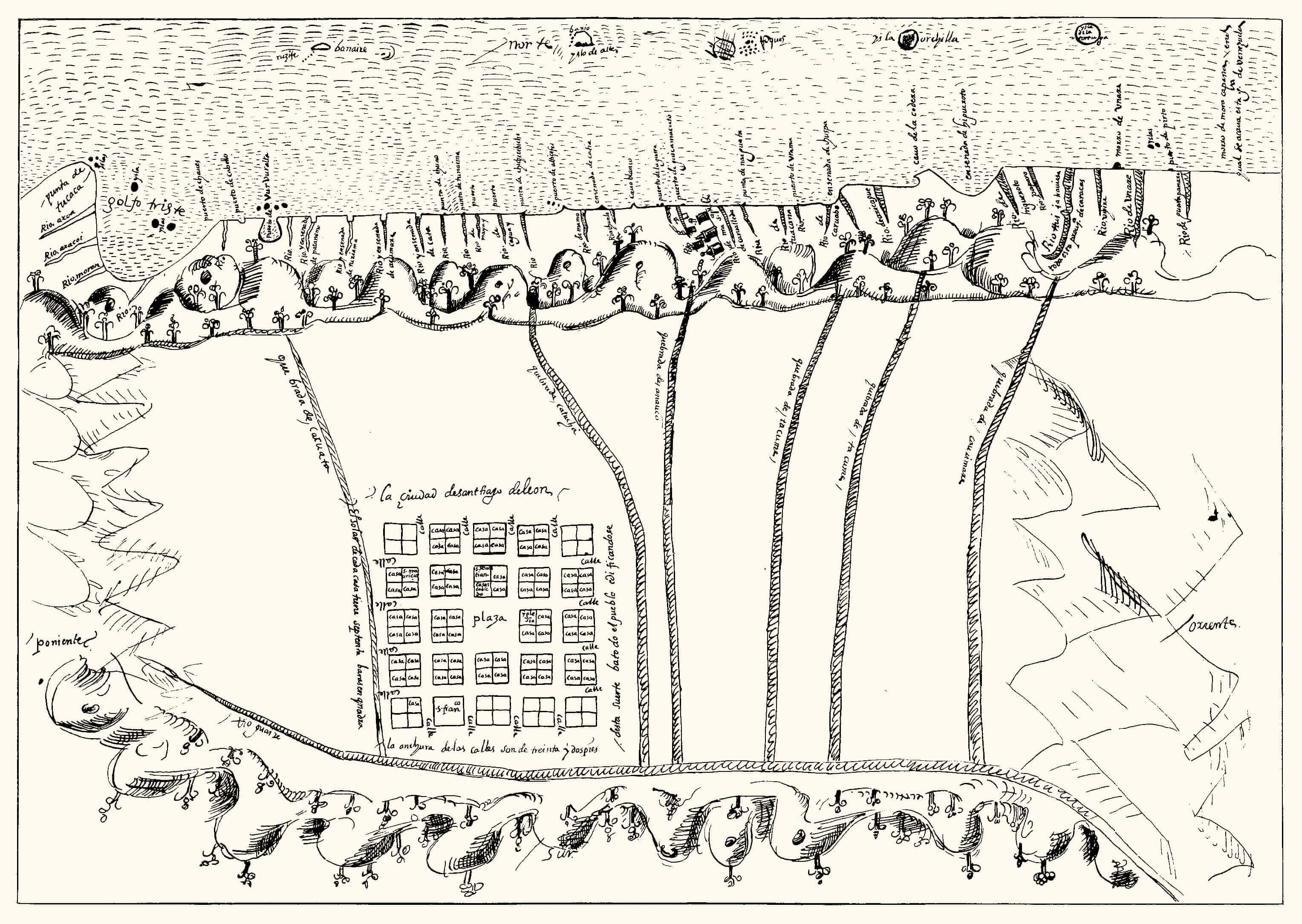
El primer dibujo de Caracas, Juan de Pimentel, 1578.

Los antecedentes de la fundación de Caracas se remontan a la fundación del hato ganadero de San Francisco, que en 1560 estableciera el mestizo Francisco Fajardo. Dicho espacio se creó gracias a otras poblaciones previamente fundadas en la costa de Caracas por el mismo Fajardo, y como consecuencia de sus intentos de poblar el valle de los Toromaimas o de San Francisco. La idea principal, era tener un lugar para apoyar y defender la explotación de minas de oro descubiertas el año previo en el área cercana de Los Teques, donde habitaba el Cacique Guaicaipuro. Fajardo partió dos veces, en 1555 y 1558, desde Margarita, su isla natal, para fundar ciudades en tierra firme, usando su familiaridad y amistad con los indígenas que poblaban las costas nororientales y norcentrales de Venezuela, y aprovechando la ventaja de dominar la lengua de los indígenas Caracas, sus parientes de la costa.
En el momento en que el conquistador español Juan Rodríguez Suárez llegaba al hato de San Francisco, la comarca estaba en guerra contra los invasores españoles, y a diario era atacado el hato con las consiguientes pérdidas de personas y animales. Con el objeto de fortalecer aquella instalación y utilizarla como base estratégica para la futura conquista del territorio, Rodríguez Suárez la convierte en Villa de San Francisco, nombra alcalde y regidores, y reparte tierras entre los soldados. Sin embargo, dicha fundación no sobrevivió al ataque de los indígenas de las etnias Teques, Mariches, Toromaimas y demás habitantes de la provincia confederados por Guaicaipuro.
En 1567, el conquistador español Diego de Losada, siguiendo una Real Cédula emitida en 1562, a raíz del despoblamiento de San Francisco, puebla el lugar, ordena su reedificación y refunda formalmente la ciudad el 25 de julio de 1567 con el nombre de Santiago de León de Caracas, nombre que duró hasta hace muy poco tiempo, tomando el antes mencionado topónimo de Caracas del nombre llevado por los indígenas que habitaban la región a la llegada de los conquistadores y el nombre del apóstol Santiago por la fecha de la fundación y por la evocación de Santiago «el matamoros» para que sirviese como guía espiritual en la lucha contra los nativos.

### Período virreinal

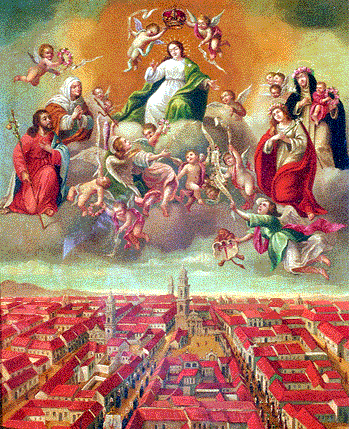
Nuestra Señora de Caracas, imagen tutelar de la ciudad.

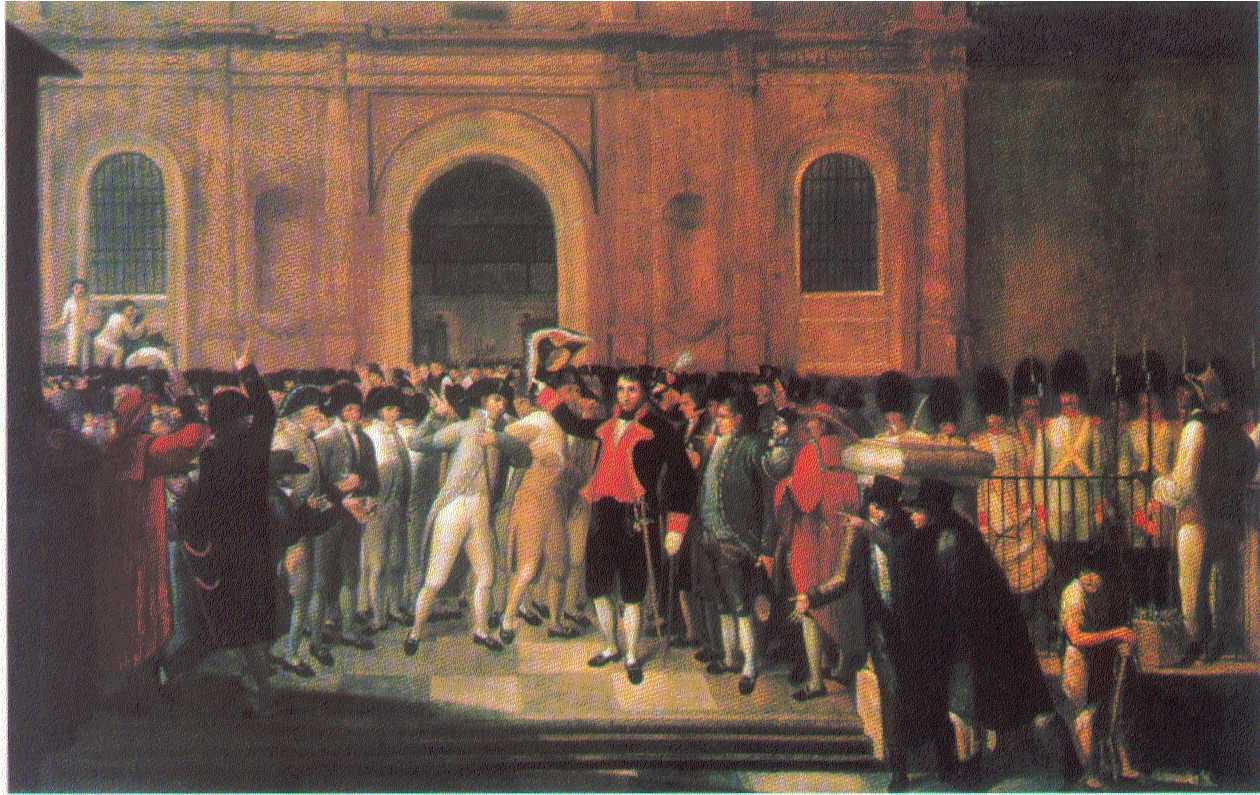
Eventos de la Revolución del 19 de abril de 1810, por el pintor Juan Lovera (1835).

Poco tiempo después de su fundación, la ciudad se convertiría en cabeza de la provincia, debido principalmente a su clima y a su efectiva defensa montañosa contra corsarios y piratas. Alrededor de 1576 el gobernador Juan de Pimentel la estableció como su residencia, lo cual implicó el tercer cambio de la capital administrativa de la provincia de Venezuela, inicialmente Coro en la costa occidental del país, luego El Tocuyo (aunque no por derecho real) en 1545 y después Caracas en 1578. Desde entonces la ciudad mantuvo la capitalidad de la Provincia de Venezuela, y, a finales del siglo XVIII, con los cambios administrativos realizados por el Imperio español, pasaría a formar parte de la Capitanía General de Venezuela. En 1577 el propio Pimentel había dibujado el primer plano urbano de la ciudad, diseñado de acuerdo con las Ordenanzas de Felipe II que establecían minuciosamente las dimensiones de las calles, plazas, cuadras o manzanas y la disposición ortogonal (es decir, en cuadrícula) de toda la ciudad, indicando la forma como debería ensancharse con el tiempo. El plano de Pimentel de 1578, único que se conserva de la traza de la ciudad hasta 1760, muestra una pequeña ciudad castellana ordenada por cuadras en cuadrícula con 4 calles y 25 cuadras alrededor de una plaza Mayor, como era norma en las ciudades hispanas de Indias.
En 1595 se produjo en Caracas por única vez un intento fallido de invasión por parte del corsario inglés Amías Preston, quien al mando de 500 hombres logra asaltar y posteriormente quemar la ciudad.
Hacia 1600 la iglesia de San Francisco, anexa al convento del mismo nombre, de calicanto y piedra sólida, ya dominaba el paisaje de la ciudad, empequeñeciendo a la antigua Iglesia Mayor, actual catedral de Caracas.
En 1641 la ciudad es sacudida por el terremoto de San Bernabé, que acabó con todo lo construido. La reconstrucción será lenta y trabajosa, siendo que muchas de las grandes edificaciones serían levantadas después de varias décadas.
En 1678, una muralla defensiva de recinto se comienza a fabricar, circundando la ciudad, esto por el temor a los corsarios franceses que más de una vez han intentado tomarla. A los restos de este proyecto de muralla y defensas militares que jamás se terminó se deben nombres de esquinas de Caracas que aún perduran, como las de Luneta y la esquina del Reducto.
Durante gran parte del siglo XVII, las costas venezolanas sufrieron regularmente los ataques de los piratas. Además, las montañas costeras actuaron como un obstáculo natural para Caracas, afortunadamente no se vieron afectadas. Esta fue una de las principales razones por las que se convirtió en la ciudad número uno de la región.
Sin embargo, la ciudad fue sorprendida en la década de 1680, cuando los bucaneros se aventuraron valientemente a través de las montañas, evadiendo a los defensores de la ciudad en el proceso. Posteriormente, Caracas fue saqueada y quemada hasta los cimientos.
A mediados del siglo XVIII, el cacao estaba demostrando ser un cultivo importante y altamente rentable en Venezuela y Caracas pronto se unió a la iniciativa. Esta explosión de ingresos estimuló el desarrollo de la ciudad y sus fortunas fueron lideradas por la empresa comercial española denominada Real Compañía Guipuzcoana de Caracas.
Poco después, en el año 1777, la ciudad se convirtió en el distrito administrativo español de la recién formada Capitanía General de Venezuela.
A inicios del siglo XVIII, un nuevo barrio de isleños canarios, La Candelaria, al este de la ciudad, alberga gran parte de los inmigrantes canarios que como «blancos de orilla» hacían las labores que despreciaban los Mantuanos, o blancos originarios, hijos de los descendientes de los conquistadores.
En el verano de 1777 el gobernador Luis de Unzaga y Amézaga 'el Conciliador', recién llegado de Nueva Orleans, creó la Capitanía general de Venezuela, agrupando territorios de Guayana, Trinidad, etc. y estableciendo como capital esta ciudad que entonces se llamaría "Ciudad Mariana de Caracas"; actualmente y por ello Nueva Orleans mantiene un hermanamiento con Caracas. Entre 1778 y 1779 el ilustrado y precursor del liberalismo Luis de Unzaga creó varias escuelas públicas en Venezuela, entre ellas en Caracas.

Escudo de Caracas vigente hasta 2022, que fue utilizado, a su vez, como primer escudo de Venezuela, fue concedido por el rey Felipe II
mediante Real Cédula expedida en San Lorenzo de El Escorial, el 4 de septiembre de 1591.

El 24 de julio de 1783 nació en Caracas el Libertador de Venezuela, Simón Bolívar, quien naciera en una casa entre las esquinas de San Jacinto y Traposos en el centro de la ciudad. Actualmente la Casa Natal de Bolívar es considerada patrimonio histórico de la ciudad y monumento nacional, y es usada como museo, conserva muchas piezas originales de la casa y algunas prendas del Libertador.
A inicios del siglo XIX, la ciudad contaba con alrededor de 30 mil habitantes. En 1799 fue visitada por los naturalistas Alejandro von Humboldt y Amadeo Bonpland quienes realizaron importantes investigaciones en la ciudad y en la Cordillera de la Costa.

### Período Republicano

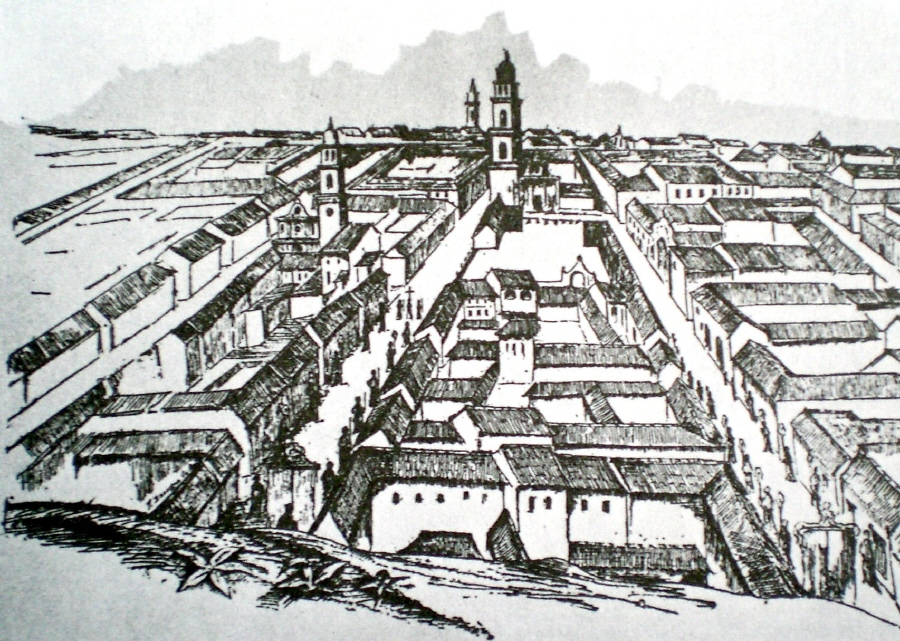
Dibujo de Caracas en 1812.

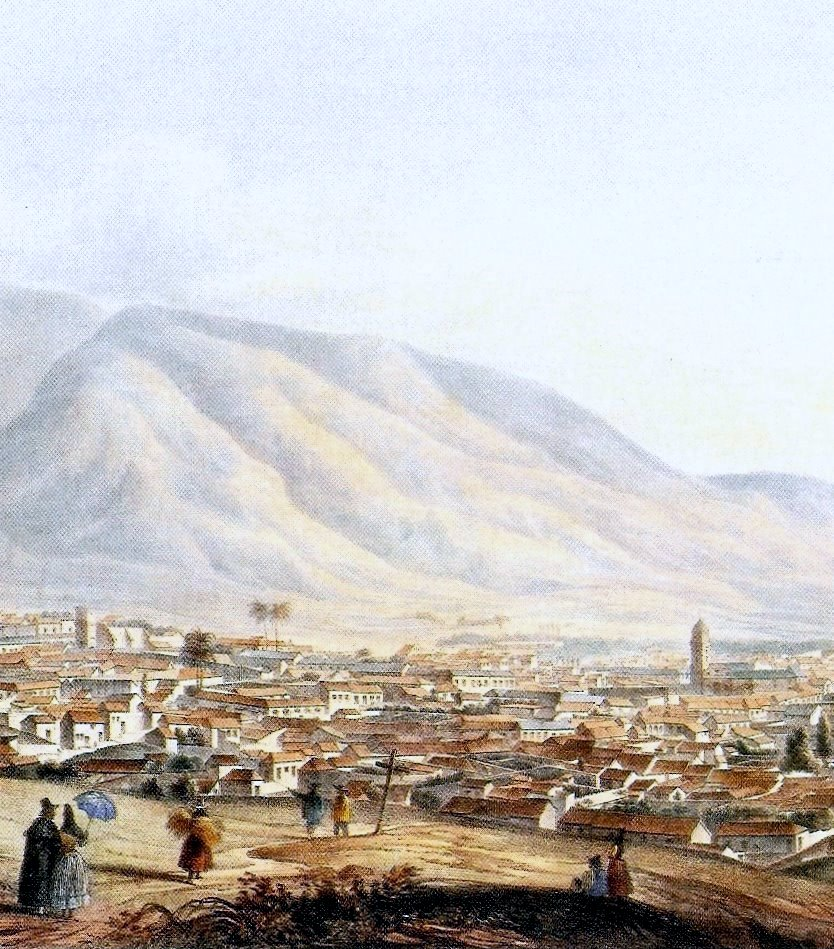
Vista de Caracas desde El Calvario (1839), de Joseph Thomas. Galería de Arte Nacional.

El 19 de abril de 1810 se origina el primer paso de Venezuela hacia su independencia, cuando un movimiento popular rechaza en Caracas al recién nombrado gobernador de la provincia, Vicente Emparan, quién había sido adjudicado al cargo por el rey José I de España, hermano mayor de Napoleón Bonaparte. El Cabildo de Caracas y parte de la burguesía y la aristocracia criolla desconoce al nuevo Capitán General, por lo que, desde el balcón del pueblo ubicado en la plaza mayor, el mismo Emparan le consulta al pueblo ahí reunido si estaban de acuerdo con que él siguiera su mandato, el cura José Joaquín Cortés de Madariaga le hizo señas a la población presente para que contestaran «No», y eso fue lo que ocurrió. Por lo que Emparan respondió que él entonces tampoco quería el mando, ese mismo día se levantó el acta para el establecimiento de un nuevo gobierno. El 5 de julio de 1811 se procede a firmar en la capital el Acta de la Declaración de Independencia de Venezuela, lo que genera el inicio de la guerra de Independencia de Venezuela.
En 1812, la ciudad fue destruida casi en su totalidad por un nuevo terremoto, el tercero en menos de dos siglos. Se dice que murieron más de 10 mil personas, y a raíz de esto, acontecido en plena guerra de Independencia, las autoridades religiosas, pro realistas en su inmensa mayoría, aprovechaban el fenómeno para sugestionar al pueblo, argumentando que el terremoto era un castigo divino contra los patriotas que intentaban emancipar a Venezuela, a lo que Bolívar percatado de tan nociva propaganda a favor del rey español, e indignado respondió con la célebre exclamación: Si la Naturaleza se opone, lucharemos contra ella, ¡y haremos que nos obedezca!.
En 1821 Caracas pierde la capitalidad de la República, al crearse la Gran Colombia, que unía a las actuales repúblicas de Colombia, Ecuador, Panamá y Venezuela. Sin embargo, la república colombiana se disuelve y se deroga la Constitución de Cúcuta, por lo que en 1830 la ciudad de Caracas vuelve a ser la capital federal de Venezuela.
Las décadas subsiguientes a estos sucesos independentistas originarían un conjunto de guerras civiles y revoluciones llevadas a cabo por numerosos caudillos con ansias de poder.

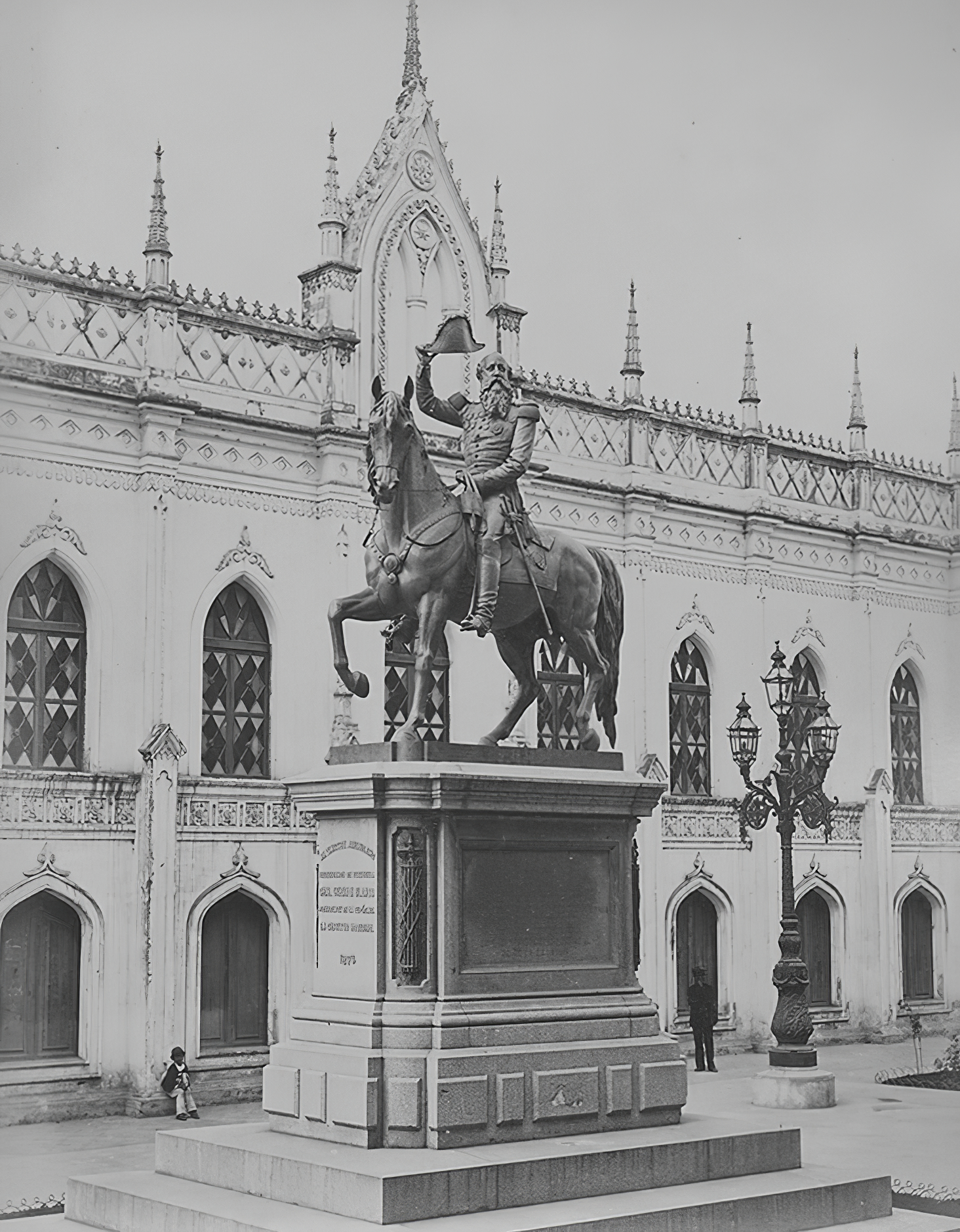
El presidente Antonio Guzmán Blanco durante sus gobiernos impulsó un modelo de modernización y construcción de nuevas obras públicas en la ciudad, así como el culto a su personalidad, como lo evidencia esta estatua que se encontraba frente a la antigua Universidad de Caracas.

Hacia el último tercio del siglo XIX, Antonio Guzmán Blanco, un presidente ilustrado e influenciado por el afrancesamiento general de la época, impulsa una serie de cambios urbanos y construcciones nuevas, derribando los viejos conventos de estilo hispano y construyendo en su lugar nuevos edificios inspirados en el modelo europeo.
El presidente Guzmán Blanco trajo de Francia varios proyectos de ferrocarriles, plazas, museos, teatros y bulevares y quiso hacer de Caracas su pequeña París, por lo que gran parte de los ingresos nacionales se destinaron para transformar la arquitectura y el urbanismo de la ciudad, guiándose de las formas arquitectónicas parisinas se construyeron bulevares, edificios públicos, arcos y estatuas conmemorativas, algunas incluso en honor al mismo Guzmán Blanco. Se dotó a la ciudad de cloacas y alcantarillado, aunque mal aconsejado, ordenó que se utilizara el río Guaire como la vía principal de desagüe de las aguas residuales de la ciudad. También, en su gobierno se establecieron servicios eléctricos y una red de teléfonos.
La época guzmancista tuvo su rasgo más característico en la construcción de obras arquitectónicas, dándole a la ciudad el aire de eclecticismo neoclásico actual en sus más antiguas edificaciones supervivientes. Entre las más destacadas están el Capitolio, el Panteón Nacional, el Palacio de las Academias, el Teatro Municipal, el Arco de la Federación, El Calvario, la Santa Capilla, la Basílica de Santa Teresa, el Templo Masónico y con motivo del centenario del nacimiento del Libertador, la estatua ecuestre en la plaza Bolívar.
La figura de Antonio Guzmán Blanco sigue siendo hasta hoy muy contradictoria, muchos consideran que el legado del Ilustre Americano, contribuyó más que cualquier otro régimen predecesor en la revolución urbana y culturización de Caracas, en la introducción de los cambios de infraestructura que exigía la ciudad y en el carácter civilista de su gobierno, que concluyó en la aspiración colectiva de conservar y proyectar el refinamiento de la ciudad.
A finales del siglo XIX, específicamente en 1895 se emprende la creación de una nueva empresa eléctrica, conocida hoy como la Electricidad de Caracas, que para ese entonces, le suministraba a la ciudad un precario sistema de alumbrado público que iluminaba sus calles y puertos principales, la capital no era la primera en contar con un servicio de energía eléctrica, pues previamente otras ciudades del interior ya contaban con dicho servicio. En 1897 es inaugurada en las cercanías de Caracas la segunda central hidroeléctrica de América, llamada El Encantado, que alumbra la ciudad con una potencia de 420 kW.

### SigloXX
A comienzos del siglo XX, Caracas todavía era una pequeña ciudad agrícola en cuyo centro se desarrollaba el comercio, con edificaciones de tamaño bajo y de techos rojos. Durante las tres primeras décadas de este siglo se introducen algunos adelantos para la ciudad y se realizan pocas obras públicas. El 18 de abril de 1904, es conducido el primer automóvil por la ciudad. El vehículo, que era el primero en llegar al país, fue mandado a traer desde Francia por el presidente Cipriano Castro, quien era su legítimo dueño, aunque estaba destinado al uso de la primera dama, Zoila Rosa Martínez.
En 1908 el presidente Castro padece una enfermedad, por lo que se ve obligado a viajar a Europa a someterse a cirugía y comenzar un tratamiento médico, mientras tanto en Caracas el general Juan Vicente Gómez, compadre y mano derecha de Castro, impulsa un golpe de Estado contra el gobierno, desconociendo la constitución e instaurando un gobierno dictatorial. Durante el llamado gomecismo en 1912 vuela el primer avión sobre Caracas piloteado por Frank Boland, y se inauguran escasas obras de infraestructura, todo esto aunado al alto índice de corrupción, pobreza, malnutrición y enfermedades que azotaban a la nación.
Al morir Gómez en 1935, la ciudad apenas contaba con 136 mil habitantes y es a partir de 1936 cuando comienza el proceso de modernización de Caracas que se termina de consolidar entre 1950 y 1960, otorgándole las características actuales de la ciudad.
Durante el primer año de mandato del presidente Eleazar López Contreras se presentaron varios planes urbanos para el reordenamiento de Caracas; el gobierno decidió contratar a un grupo de arquitectos franceses para ordenar la futura expansión de la ciudad. En 1939 aprueban el Plan Monumental de Caracas, popularmente conocido como Plan Rotival, que entre algunos de sus planteamientos destacaban el reordenamiento del casco histórico, la construcción de edificios gubernamentales dentro de un eje central de la ciudad, la construcción de amplias avenidas y el ensanchamiento de las ya existentes. Sin embargo, el gobierno no aprobó el plan en su totalidad, sino únicamente el plan de vialidad, por lo que al final no se pudo concretar del todo.

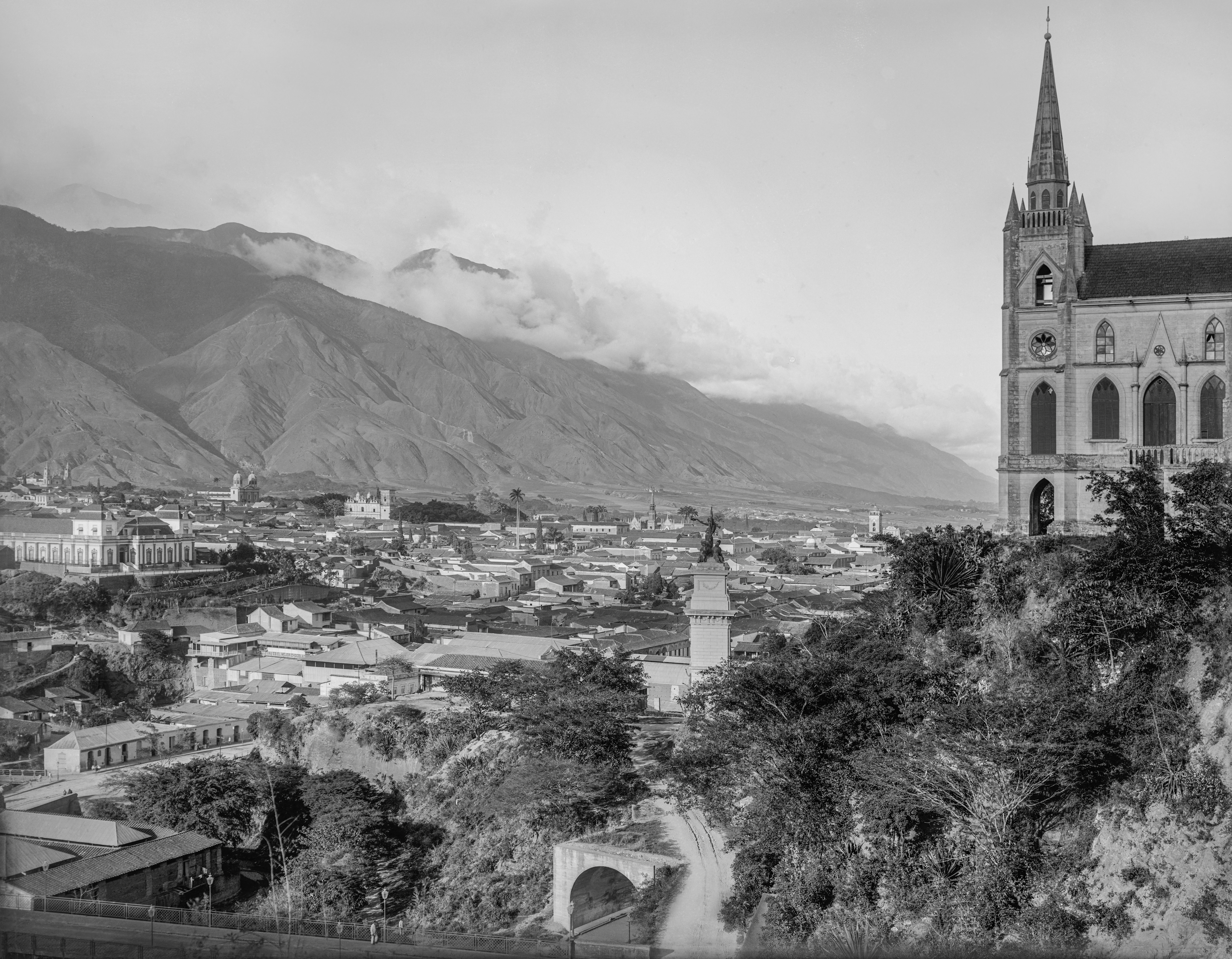
Caracas a principios del

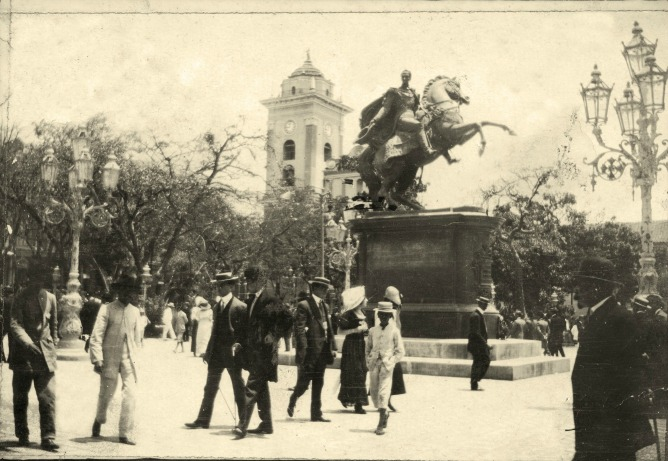
Plaza Bolívar en 1910

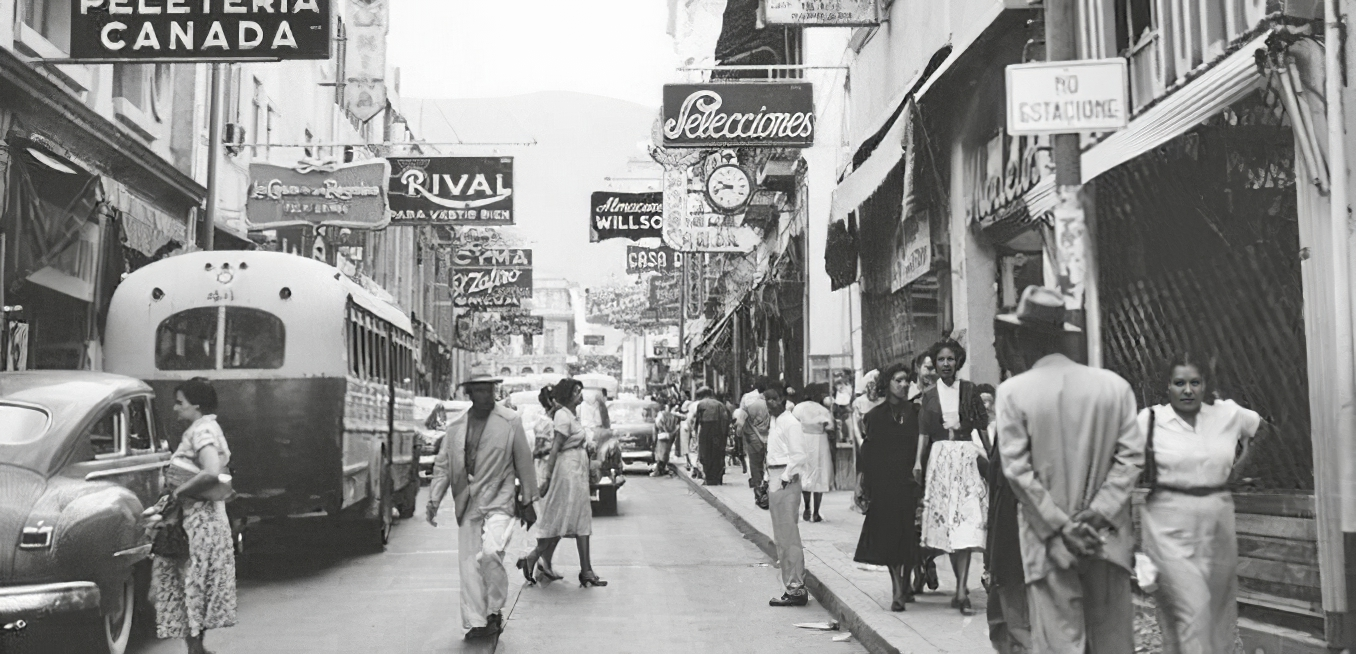
Esquina de Gradillas a Sociedad, 1950.

A comienzos de la década de 1940, el presidente Isaías Medina Angarita ordenó el inicio de la construcción de la Ciudad Universitaria de Caracas, hoy declarado Patrimonio de la Humanidad por la UNESCO.
Durante los siguientes años de auge económico e inicio de la democracia, comienza el éxodo de campesinos a la ciudad y la llegada de un importante número de inmigrantes europeos, en su mayoría españoles, italianos y portugueses a Caracas, debido a la miseria y hambruna que había dejado la postguerra en el Viejo Continente.
En 1951 el gobierno de Germán Suárez Flamerich vuelve a contratar a Maurice Rótival y al grupo de arquitectos franceses que proyectaron en 1939 el Plan Rótival, para producir un nuevo plan de reordenamiento urbano en la capital, con una base teórica mucho más moderna y racionalista que la anterior. Ese mismo año crearon el Plan Regulador, un ambicioso plan de vialidad que previa la construcción de más de una docena de avenidas y grandes autopistas con sus simbólicos distribuidores, la idea de hacer una ciudad así era la de descongestionar y repartir la población, para hacer de Caracas una urbe más saludable.
La llegada al poder de Marcos Pérez Jiménez en 1952 y su modelo desarrollista consolidó  los cambios iniciados en la ciudad a partir de 1936 y trajo un importantísimo aporte a la modernización de la infraestructura.

Avenida de Caracas en 1953

Durante el gobierno perezjimenista se implementaron importantes medidas orientadas a transformar el medio físico de la ciudad. De tal manera se construyeron obras como, el Teleférico de Caracas, el Hotel Humboldt, el Hotel Tamanaco, la autopista Caracas-La Guaira y los paseos públicos Los Próceres, Los Ilustres y Los Precursores. Se inició la construcción de obras como El Helicoide y se culminaron otras como el Centro Simón Bolívar y la Ciudad Universitaria de Caracas, así como numerosos hospitales y urbanizaciones. Además, a través del Plan Regulador se concluyó un sistema de vialidad en la capital, compuesto por una red de autopistas, elevados, avenidas y distribuidores viales.
El 29 de julio de 1967 durante la celebración del cuatricentenario de la ciudad, un terremoto de 6,5 grados en la escala de Richter con epicentro en el litoral central, al norte de Caracas, sacudió a la ciudad durante aproximadamente 35 segundos; minutos más tarde ocurrió un nuevo sismo de menor intensidad y duración, el Terremoto Cuatricentenario como es conocido, dejó más de 236 ciudadanos muertos (aunque medios extraoficiales dieron un saldo de más de 400 muertos), otros cientos desaparecidos, 2 mil heridos y daños materiales mil millonarios.

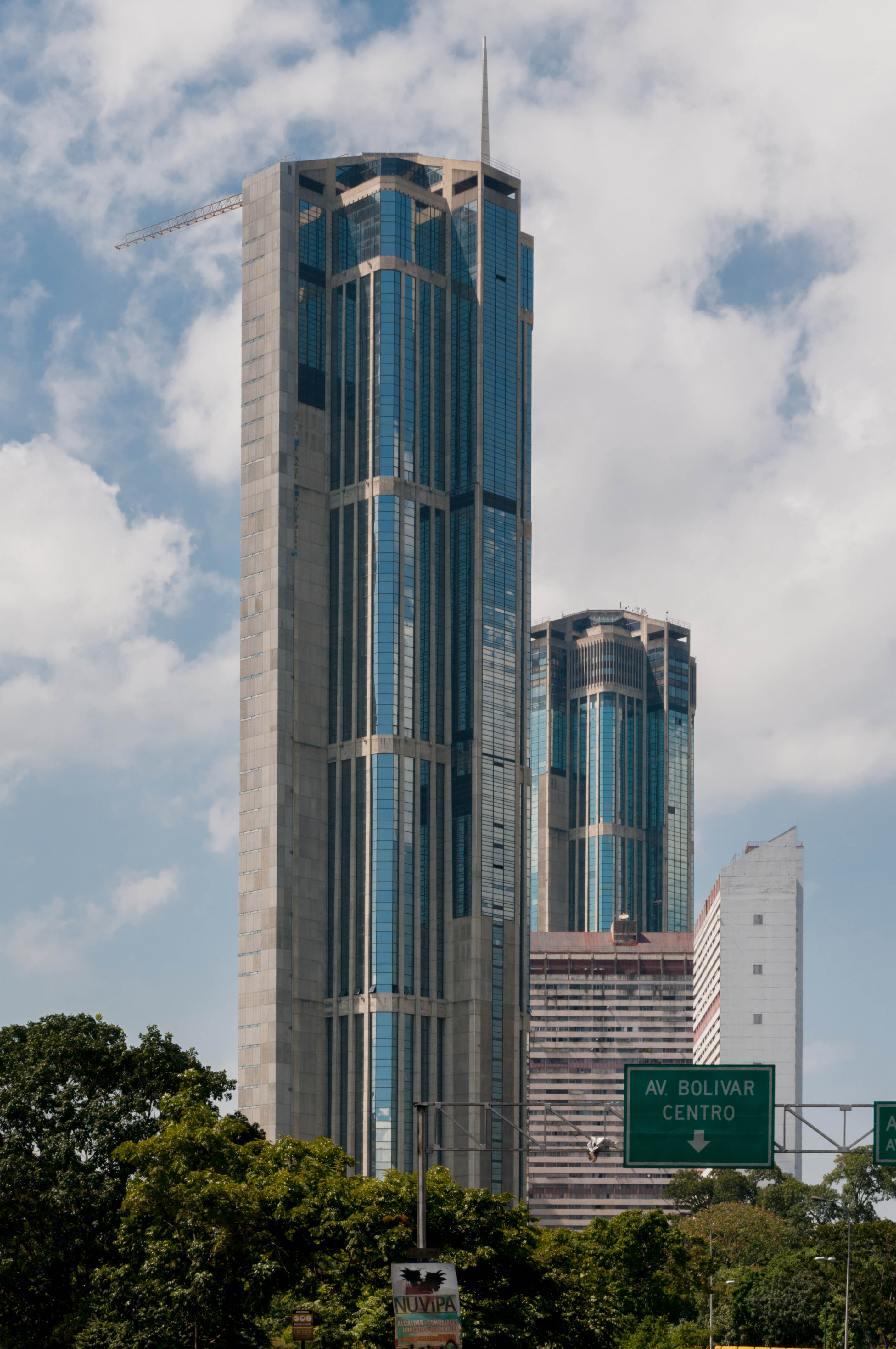
Complejo Urbanístico Parque Central.

Durante la presidencia de Luis Herrera Campíns, a comienzos de la década de 1980, se completaron importantes obras de infraestructura como el Complejo Parque Central (que se convirtió en el complejo de viviendas más grande y torres más altas de América Latina aunque con grandes deficiencias de mantenimiento), el Teatro Teresa Carreño (el centro cultural más grande de Sudamérica), el estadio Brígido Iriarte y el Parque Naciones Unidas. Además se inaugura parcialmente en 1983 el sistema de transporte masivo Metro de Caracas, a propósito de los IX Juegos Panamericanos que se realizaban ese año en Caracas.
Durante los días 27 y 28 de febrero de 1989 una serie de protestas, saqueos, motines y disturbios se dieron lugar en Caracas. Este movimiento popular fue llamado el Caracazo, y se produjo por el rechazo de la población a las medidas socioeconómicas dictadas por el presidente Carlos Andrés Pérez (entre ellas el aumento de costo de la gasolina, los servicios y del transporte público). Ante la violencia desbordada, el gobierno declaró la restricción de las garantías constitucionales y ordenó militarizar la capital, así como otras ciudades del interior que se sumaron a la protesta. La violencia fue aplastada con más violencia por parte de los militares y cuerpos policiales, que habían sido habilitados para el uso de armas de guerra, a fin de reprimir las manifestaciones y controlar el orden público. Días después el gobierno contabilizó oficialmente solo en Caracas, cientos de muertos entre civiles y militares, sin embargo esta cifra podría ser mucho mayor. Se han llegado a estimar cifras de más de 3 000 fallecidos, en parte a raíz de los hallazgos de una fosa común en un terraplén del Cementerio General del Sur conocido como La Peste, en donde a principios de los años 90 se identificaron, inicialmente 68 cadáveres, y luego en septiembre de 2009, el Gobierno Bolivariano de Venezuela del entonces presidente Hugo Chávez continuaría las investigaciones, logrando identificar otros 127 cuerpos. Aún no se tiene un número total de las víctimas del Caracazo, siendo que este suceso abarcó otras zonas aledañas a la capital como Guarenas y Guatire.
En junio de 1989 es decretada la Ley Orgánica de Régimen Municipal, por lo que los antiguos Distritos pasan a ser Municipios autónomos, con alcaldes electos. De la misma manera se fijó la creación de los municipios Libertador, Sucre y Baruta, que anteriormente funcionaban como Distritos o Departamentos, y la creación de las parroquias o entidades locales que los conforman.
En 1992 fueron creados los municipios El Hatillo, que hasta entonces pertenecía a la jurisdicción de Baruta, y Chacao, dependiente hasta el momento de Sucre.
En 1999 es aprobada la nueva Constitución que legaliza la creación del Distrito Metropolitano de Caracas, que reúne a los cinco municipios capitalinos en una unidad político-espacial descentralizada bajo una primera autoridad distrital, conocida como el Alcalde Mayor. Se establece que el anterior Distrito Federal pasa a ser ahora Distrito Capital y se le otorga autonomía al estado Vargas, que dependía anteriormente del extinto Distrito Federal.

### SigloXXI

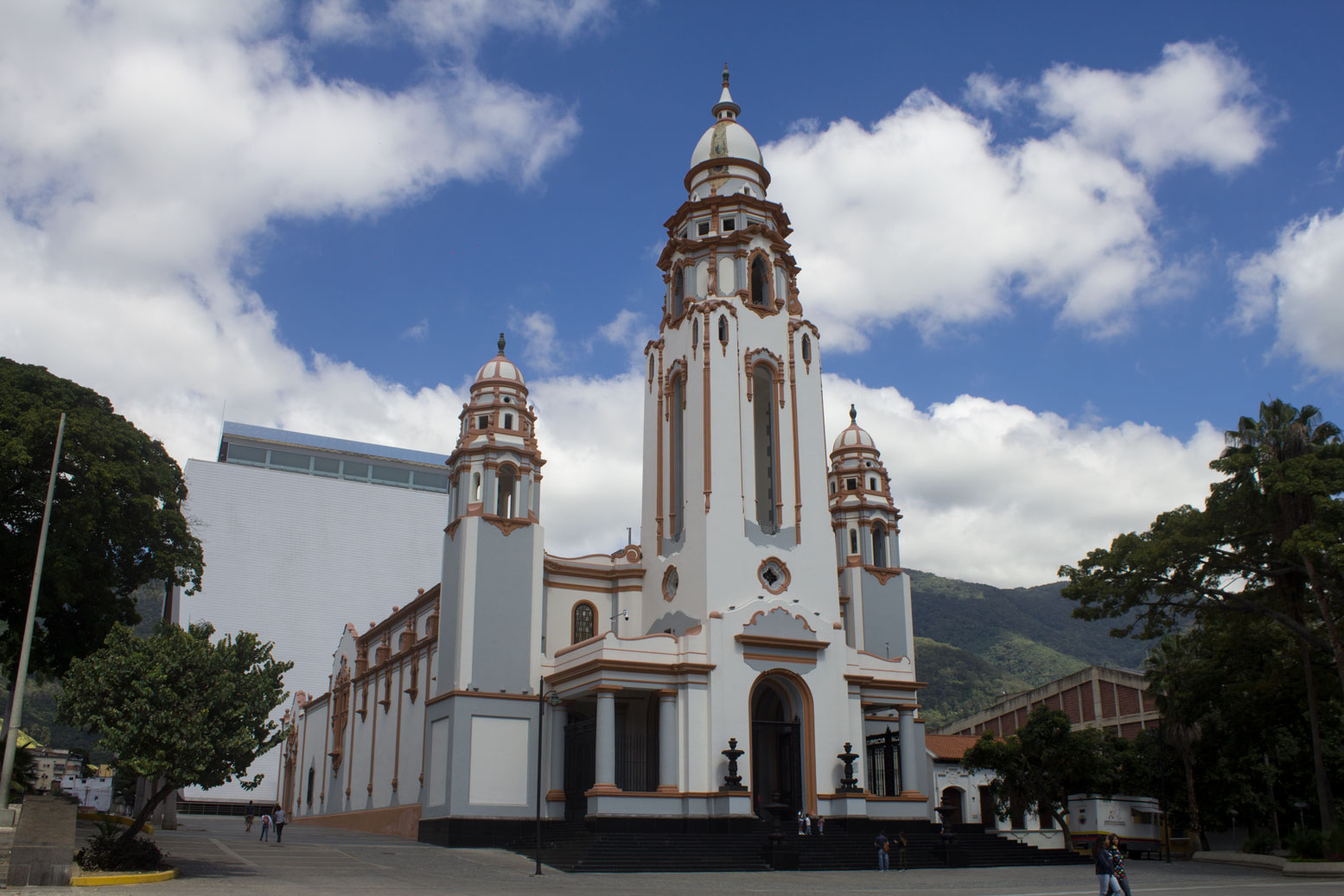
Vista parcial del Foro Libertador, al fondo el Panteón Nacional y el Mausoleo del Libertador.

En el año 2000 se eligió por primera vez bajo elecciones directas y secretas al alcalde mayor, resultando electo Alfredo Peña.  El 31 de octubre de 2004 fue elegido Juan Barreto como alcalde metropolitano. El 23 de noviembre de 2008 es elegido Antonio Ledezma. En el año 2013 Ledezma es reelecto, pero a cinco días de las elecciones municipales, el Tribunal supremo de justicia dictó medida contra Ledezma, por presuntos despidos ilegales de trabajadores de la Alcaldía Metropolitana, quien aclaró, que al asumir el cargo el 7 de diciembre de 2008 existían «nueve mil personas contratadas y cuyo contrato vencía el 31 de diciembre del mismo año». El 19 de febrero de 2015 Ledezma fue detenido por una comisión del Servicio Bolivariano de Inteligencia Nacional (Sebin) y trasladado a su sede en plaza Venezuela. Tras la detención de Ledezma, se desempeñó como alcaldesa encargada Helen Fernández, luego de ser juramentada por el Cabildo Metropolitano.
Urbanísticamente, la capital venezolana consolidó su expansión fuera del Valle de Caracas con el desarrollo urbanístico en zonas como El Hatillo y Baruta. Además, el concepto de "Gran Caracas" se popularizó entre sus habitantes debido a la expansión de las "ciudades satélite", como Guarenas, Guatire, Los Teques o San Antonio, e incluso el Estado Vargas; en las que se concentró parte de la fuerza de trabajo de la capital.

## Geografía
Caracas está enmarcada dentro de un valle del sistema de la Cordillera de la Costa, separada del mar Caribe a unos 15 km por el Parque Nacional Waraira Repano, una formación montañosa considerada por los caraqueños como un emblema y pulmón vegetal de la ciudad, así como uno de sus principales atractivos.

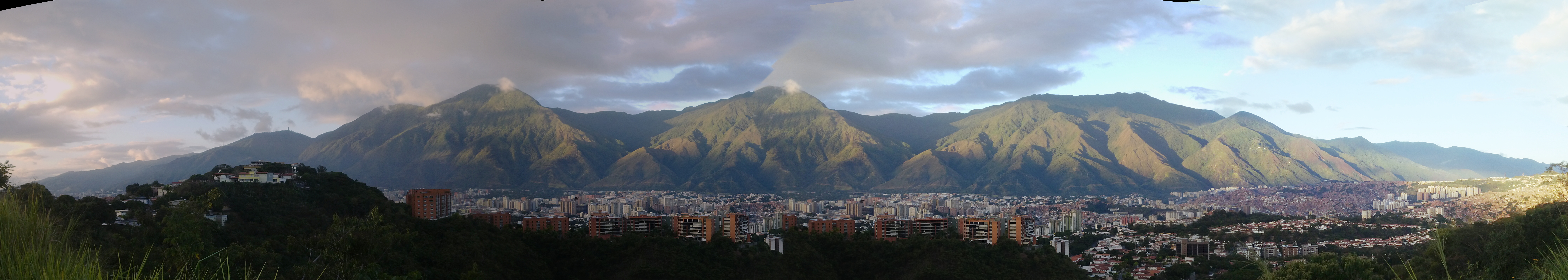
Vistas hacia el Parque Nacional El Ávila desde Colinas de Bello Monte.

El valle de Caracas es relativamente pequeño y bastante irregular, de forma alargada y estrecha, extendiéndose en sentido oeste a este  por unos 30 km entre los poblados de Catia y Caucagüita;  lo limita al norte la cordillera de la Costa y al sur la cuenca del río Guaire, con una distancia de apenas 4 km entre ambos sitios. Hacia el sur y el suroeste del valle principal existen 3 valles menores, rodeados de colinas pronunciadas cercanas y paralelas al río  Guaire. 
La ciudad cuenta con una superficie de 845 km². La altitud respecto al nivel del mar varía de un punto a otro de la ciudad, entre los 870 y los 1443 m s. n. m. en el área urbana, con 900 m en su centro histórico. El punto más elevado es el Pico Naiguatá, con 2765 m s. n. m. al que les siguen en orden decreciente el Pico Oriental (2640 m s. n. m.), Galindo (2600), Las Llaves (2480), Pico Occidental (2478), Goering (2460), cerro El Ávila o Pico Humboldt (2159) y Santa Rosa (2150).
El Waraira Repano se encuentra comunicado con la ciudad a través de un moderno sistema de teleférico, el Teleférico de Caracas, que es uno de los mayores atractivos turísticos de la ciudad.
La ciudad está cruzada por el río Guaire, de 35 km de longitud, que sigue el trayecto del valle que desemboca en el río Tuy y es alimentado por los ríos El Valle y San Pedro. Además de numerosas quebradas que bajan desde El Ávila, también está el Embalse La Mariposa, a la salida sur central de la ciudad, el cual alimenta de agua a cierta parte de Caracas, aunque la mayoría es extraída del río Guárico, en el embalse de Camatagua, localizado en la población del mismo nombre ubicada en el estado Aragua.
El valle de Caracas es en conjunto una zona sísmica, pues está localizado muy cercano al límite de dos placas tectónicas, la del Caribe y la sudamericana. Los movimientos telúricos en la ciudad se caracterizan por una alta tasa de microsismicidad (eventos de magnitud menor a los 3 grados en la escala de Richter) y eventos de magnitud intermedia (entre 3 y 5 grados), aunque se han registrado al menos cuatro terremotos de gran intensidad, entre los que destacan los de 1812, de escala entre 7.7 y 8.0, y el otro de 6.5 en el año 1967; en 2009 fue sacudida por un sismo de 6.4 y el 21 de agosto de 2018 fue sacudida por otro sismo de 7.3 grados, sintiéndose en toda la ciudad, provocando daños estructurales a varios edificios, entre ellos la torre del Centro Financiero Confinanzas o «Torre de David», cuyos últimos 5 pisos, se inclinaron en un ángulo de 35 grados.

### Clima

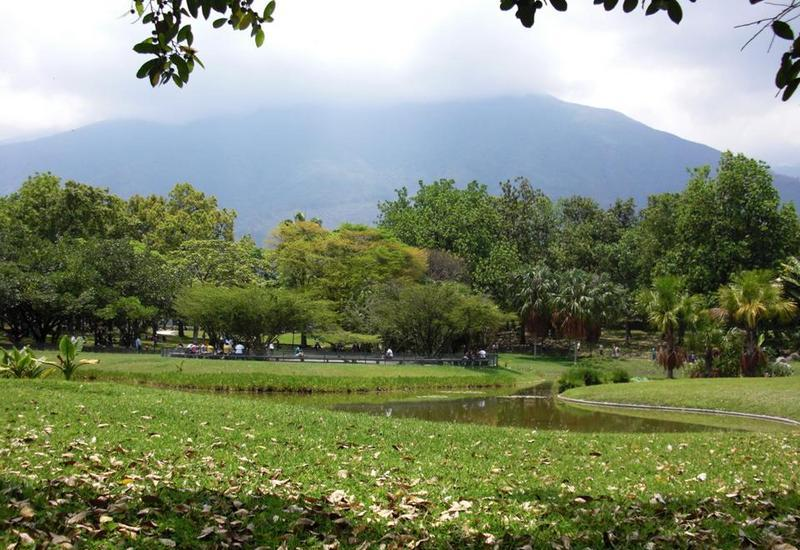
Parque en el oriente de la ciudad.

Según la calificación de Köppen Caracas experimenta un clima tropical de sabana (Köppen, Aw) ,la temperatura con precipitaciones que varían entre los 900 y 1300 mm anuales, en la propia ciudad, y hasta los 2000 mm en algunas partes de la cordillera; la temperatura media anual es de 22 °C .En los meses de diciembre, enero y febrero, marzo se disfruta de un clima benigno debido a la baja humedad y días parcialmente soleados, que el resto de los meses ya que permanece parcialmente nublado y son los meses lluviosos, también aparecen abundantes nieblas siempre al caer la tarde en zonas altas de la ciudad, zonas como el Junquito, Brisas de Propatria, Alto Hatillo, zonas altas de Baruta, entre otras, El clima en la ciudad es diferente por sectores (Tacagua vieja, ciudad caribia, ojo de agua, son los sectores con clima más cálido por su baja altitud. En caso de alteraciones climáticas, las temperaturas llegan a bajar hasta los 12 °C en su parte baja y 5 °C en su pico más alto.
| Parámetros climáticos promedio de Caracas (1970–1998)            | Parámetros climáticos promedio de Caracas (1970–1998) | Parámetros climáticos promedio de Caracas (1970–1998) | Parámetros climáticos promedio de Caracas (1970–1998) | Parámetros climáticos promedio de Caracas (1970–1998) | Parámetros climáticos promedio de Caracas (1970–1998) | Parámetros climáticos promedio de Caracas (1970–1998) | Parámetros climáticos promedio de Caracas (1970–1998) | Parámetros climáticos promedio de Caracas (1970–1998) | Parámetros climáticos promedio de Caracas (1970–1998) | Parámetros climáticos promedio de Caracas (1970–1998) | Parámetros climáticos promedio de Caracas (1970–1998) | Parámetros climáticos promedio de Caracas (1970–1998) | Parámetros climáticos promedio de Caracas (1970–1998) |
| Mes                                                              | Ene.                                                  | Feb.                                                  | Mar.                                                  | Abr.                                                  | May.                                                  | Jun.                                                  | Jul.                                                  | Ago.                                                  | Sep.                                                  | Oct.                                                  | Nov.                                                  | Dic.                                                  | Anual                                                 |
| ---------------------------------------------------------------- | ----------------------------------------------------- | ----------------------------------------------------- | ----------------------------------------------------- | ----------------------------------------------------- | ----------------------------------------------------- | ----------------------------------------------------- | ----------------------------------------------------- | ----------------------------------------------------- | ----------------------------------------------------- | ----------------------------------------------------- | ----------------------------------------------------- | ----------------------------------------------------- | ----------------------------------------------------- |
| Temp. máx. abs. (°C)                                             | 33.0                                                  | 34.5                                                  | 35.5                                                  | 36.6                                                  | 36.9                                                  | 34.5                                                  | 35.9                                                  | 36.9                                                  | 35.8                                                  | 35.7                                                  | 32.8                                                  | 31.4                                                  | 34                                                    |
| Temp. máx. media (°C)                                            | 25.7                                                  | 27.4                                                  | 29.5                                                  | 30.2                                                  | 30.4                                                  | 28.7                                                  | 28.8                                                  | 28.5                                                  | 28.5                                                  | 26.5                                                  | 26.0                                                  | 25.4                                                  | 28                                                    |
| Temp. media (°C)                                                 | 19.3                                                  | 21.4                                                  | 22.0                                                  | 22.7                                                  | 23.6                                                  | 23.0                                                  | 22.4                                                  | 22.8                                                  | 22.5                                                  | 21.5                                                  | 20.4                                                  | 20.0                                                  | 21.7                                                  |
| Temp. mín. media (°C)                                            | 16.0                                                  | 17.0                                                  | 17.0                                                  | 17.0                                                  | 18.2                                                  | 18.0                                                  | 18.0                                                  | 17.0                                                  | 17.0                                                  | 17.0                                                  | 16.0                                                  | 16.0                                                  | 17                                                    |
| Temp. mín. abs. (°C)                                             | 2.5                                                   | 7.2                                                   | 4.7                                                   | 8.9                                                   | 11.1                                                  | 12.4                                                  | 12.6                                                  | 12.2                                                  | 11.0                                                  | 10.0                                                  | 7.7                                                   | 6.8                                                   | 2.5                                                   |
| Precipitación total (mm)                                         | 20.3                                                  | 30.7                                                  | 32.9                                                  | 40.9                                                  | 113.5                                                 | 118.7                                                 | 122.3                                                 | 128.5                                                 | 110.2                                                 | 101.9                                                 | 59.9                                                  | 24.7                                                  | 904.5                                                 |
| Días de lluvias (≥ 1.0 mm)                                       | 1                                                     | 1                                                     | 1                                                     | 2                                                     | 9                                                     | 12                                                    | 9                                                     | 9                                                     | 13                                                    | 10                                                    | 4                                                     | 2                                                     | 73                                                    |
| Horas de sol                                                     | 220.1                                                 | 231.7                                                 | 269.7                                                 | 246.0                                                 | 217.0                                                 | 171.0                                                 | 192.2                                                 | 204.6                                                 | 183.0                                                 | 201.5                                                 | 198.0                                                 | 210.8                                                 | 2545.6                                                |
| Humedad relativa (%)                                             | 71                                                    | 66                                                    | 62                                                    | 60                                                    | 67                                                    | 75                                                    | 74                                                    | 73                                                    | 76                                                    | 78                                                    | 77                                                    | 75                                                    | 71.2                                                  |
| Fuente: Instituto Nacional de Meteorología e Hidrología (INAMEH) |                                                       |                                                       |                                                       |                                                       |                                                       |                                                       |                                                       |                                                       |                                                       |                                                       |                                                       |                                                       |                                                       |

En raras ocasiones, se presentan tormentas de granizo, sobre todo entre junio a noviembre, mientras que las tormentas eléctricas son mucho más frecuentes, especialmente entre junio y octubre, por su condición de valle cerrado y por la acción orográfica del Ávila.
Según Weatherbase, el promedio anual de días por debajo de los 20 °C es de 121 días, y de 180 días por debajo de los 25 °C. Mientras que rara vez las temperaturas llegan a 30 °C, el promedio anual de días por encima de los 30 °C es de 19 y por encima de los 31 °C solo tres días al año. También la máxima temperatura registrada es de 34 °C, y la más baja es de 2,5 °C. El promedio de días de lluvia es de 105.

### Ecología
Todos los años se llevan a cabo diferentes jornadas de siembra o arborización en el Waraira Repano, (tal como fue llamado por los aborígenes desde antes de la conquista europea, y luego conocido hasta principios del siglo XXI como El Ávila), las cuales son patrocinadas por distintos organismos tanto del sector público como del privado. El objetivo de estas es el de preservar al cerro como pulmón vegetal de la ciudad de Caracas. Otros eventos de tipo deportivo y recreativo tienen lugar en el cerro y en su falda o borde: la caminata al Ávila que se realiza en el mismo, tiene como objeto promocionar la salud en la población. En la estación seca disminuye considerablemente la humedad y con ello la temperatura, y al haber días más despejados y soleados se producen incendios en las faldas del Waraira Repano, por lo que es alarmante el olor y el impacto respiratorio que causa en el momento. Este monte, además de ser un símbolo de la ciudad, ostenta una de las estructuras más simbólicas durante la época decembrina, la Cruz del Ávila, símbolo que es encendido cada 1.º de diciembre y que anuncia la llegada de la Navidad.

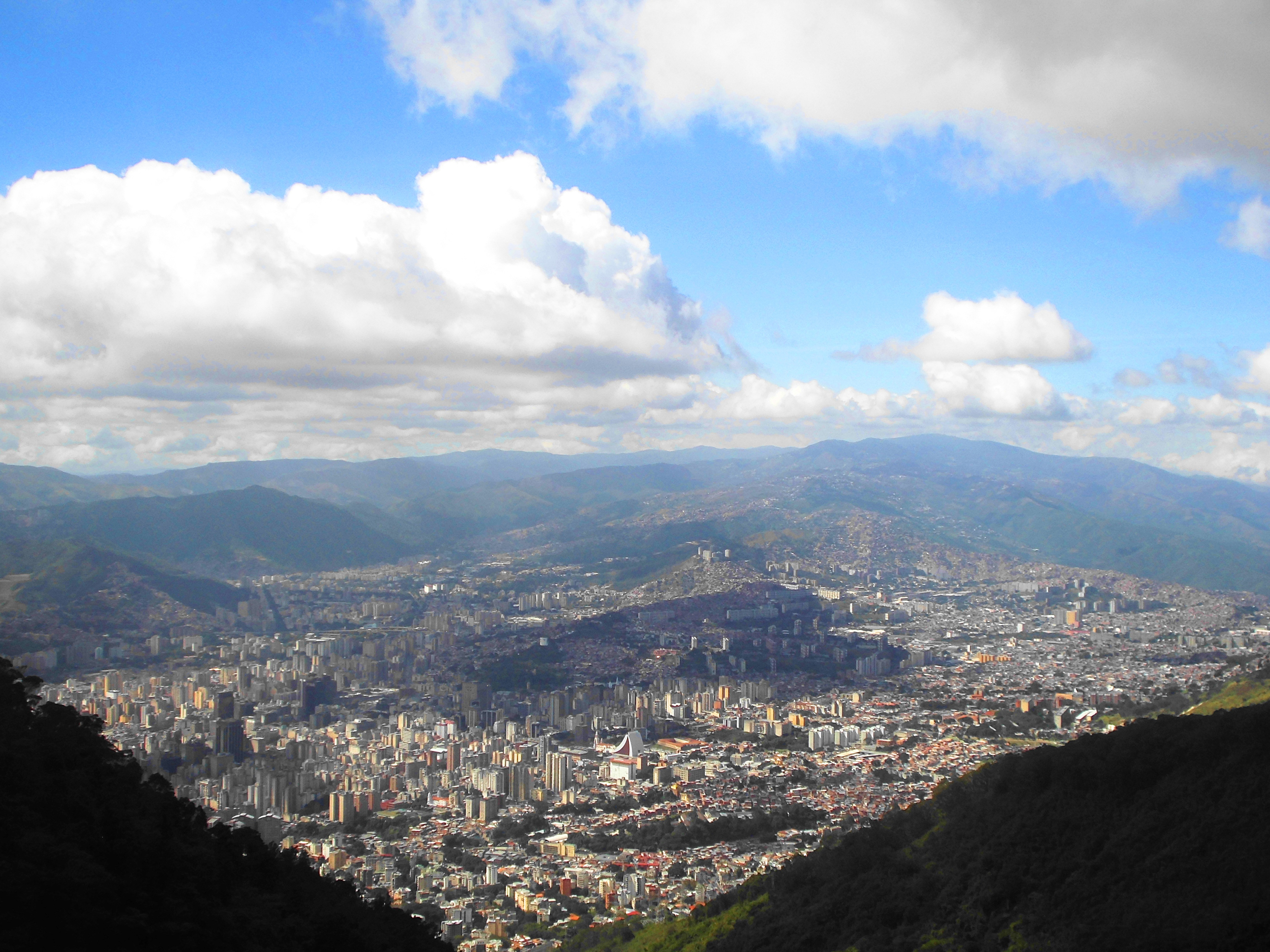
Caracas desde el cerro El Ávila.

Durante la estación lluviosa, una especie de niebla cubre la ciudad, debido a la alta temperatura, humedad y los rayos uv en forma directa que el observador desprevenido confunde con smog. Es en realidad la calina, un conjunto particular de cristales de agua marina que se forma por el efecto combinado del viento y el oleaje, cuyo rápido secamiento la hace suspenderse en el aire, las abras que permiten el paso de los vientos alisios son responsables de su transporte y permanencia en el valle de Caracas; a pesar de que se convierte en un factor que reduce la visibilidad, no es en realidad un problema de contaminación atmosférica.
Desde el año 2006, la Alcaldía Mayor suscribió un acuerdo internacional con un grupo de ciudades de distintas partes del mundo, para frenar el impacto del calentamiento global y el cambio climático que ejercen las ciudades sobre el planeta, el Grupo de Liderazgo del Clima de Grandes Ciudades, también conocido como C40 Cities, del cual la ciudad de Caracas es miembro activo. Con el tratado, los respectivos gobiernos locales se comprometen a promocionar planes ambientales a través de la conciencia ciudadana y reducir en lo posible las emisiones de dióxido de carbono y otros gases invernadero generados en la ciudad. A pesar de que Venezuela suscribió el acuerdo, todavía los organismos no han cambiado las normativas de emisiones actual (Euro 3). Cabe destacar que Venezuela, por ser país petrolero, el combustible tiende a ser más consistente, por lo que debería de implementarse las normativas (Euro 5 y 6) y así no volverse un futuro problema de contaminación.

### Hidrografía

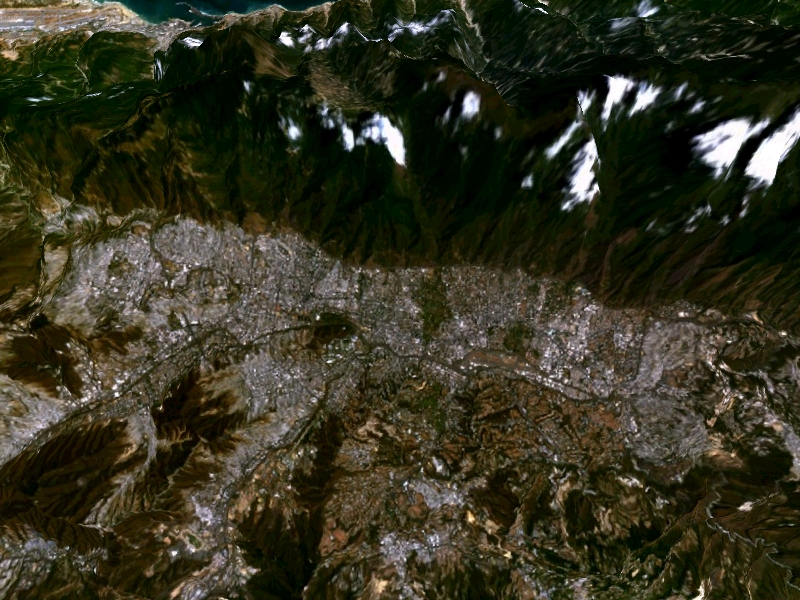
Mapa satelital de Caracas en que se aprecia el curso del río Guaire a lo largo de la ciudad.

La red hidrográfica de la ciudad de Caracas está conformada por la cuenca del río Guaire la cual es una subcuenca del río Tuy. Dicha cuenca atraviesa el valle donde se localiza la ciudad de Oeste a Este (Las Adjuntas – Petare). Comprende unos 655 Kilómetros cuadrados, unos 45 km de largo y unos 15 km de ancho, presenta forma rectangular. La cuenca está formada por el Valle de Caracas, el cual es relativamente alto, estrecho y largo, rodeado por la alta y empinada Cordillera de la Costa, la cual corre paralela al Litoral.
Entre las características de la red hidrográfica asociadas a la ciudad de Caracas se encuentra el alto grado de contaminación que presenta toda la red en su parte baja debido a que los cursos de ríos y quebradas afluentes del río Guaire han sido utilizados como colectores del sistema de alcantarillado y cloacas desde su creación en 1874 durante el gobierno de Antonio Guzmán Blanco hasta la actualidad. El nivel de contaminación es tal que no permite el mantenimiento de la vida de las especies que un tiempo poblaron la cuenca, y la misma se ha extinto o se ha restringido a las áreas más altas de la cuenca principalmente dentro los linderos del parque nacional El Ávila. Reciente se ha iniciado una toma de conciencia para la recuperación de la cuenca, sin embargo, mucho es lo que falta hacer antes de que se puedan observar resultados.
Entre los principales ríos y quebradas que conforman la cuenca se encuentran en su vertiente norte: río San Pedro, río Macarao, Quebrada Caroata, río Catuche, río Anauco, Quebrada Chacaito, río Tocome, río Caurimare; por su vertiente sur encontramos que entre los principales afluentes están: río El Valle, Quebrada Baruta y Quebrada La Guairita. En la parte alta de la cuenca se hallan dos embalses con el propósito de suministrar agua a la parte Oeste de la ciudad; estos son la Represa de Macarao y el Embalse La Mariposa.

## Demografía
Caracas ha rebasado los límites administrativos de su perímetro debido al acelerado crecimiento poblacional, de modo que su territorio de estudio demográfico más adecuado es el Distrito Metropolitano o AMC. Según cálculos del año 2011 del Instituto Nacional de Estadística, la ciudad metropolitana contaba con una población para el censo de 2011 de 2 923 959  habitantes. El Distrito Metropolitano representa menos del 1% del territorio nacional y alberga una decimoquinta parte de la población total del país. En números porcentuales, el 9,2% de la población total de la nación vive en los cinco municipios capitalinos, de los 335 municipios que comprende el país.
La región es denominada Gran Caracas o Región Metropolitana de Caracas (RMC) ciudades satélites o dormitorios adyacentes: los Altos Mirandinos, el Litoral Central de La Guaira, Guarenas, Guatire y los Valles del Tuy. Esta aglomeración tenía una población estimada de 4.8 millones de habitantes para el año 2011.
En el siglo XX se intensificó un éxodo migratorio del campesinado hacia la ciudad, que en busca de mejoras de su calidad de vida se trasladó hacia la capital y otras ciudades, produciendo el despoblamiento de las zonas rurales del país y la saturación demográfica de los centros urbanos, principalmente de Caracas. Dicha superpoblación ha causado la expansión de zonas marginales en las periferias de la ciudad; sin embargo, los índices de desempleo más bajos de todo el país corresponden precisamente al área metropolitana de Caracas.
En 1936, la población total de Venezuela era igual a la estimada de la Gran Caracas para el año 2000: casi 4 millones de habitantes. Desde 1936 hasta 1990, Caracas multiplicó su población 11 veces, aunque muy por debajo de cualquier otra ciudad importante del país, como por ejemplo Valencia, que en el mismo lapso de tiempo multiplicó su población casi 25 veces.
Entre las décadas de 1940 y 1950, después de la Segunda Guerra Mundial comienza una oleada creciente de inmigrantes europeos, en su mayoría españoles, portugueses e italianos y en otras magnitudes se establecen comunidades de alemanes (Colonia Tovar), franceses, ingleses y europeos orientales (principalmente judíos). Nuevas urbanizaciones de Caracas fueron pobladas principalmente por estos inmigrantes europeos, como La Florida y Altamira. Durante los años 1960, el presidente Rómulo Betancourt siguió la misma política del gobierno de Marcos Pérez Jiménez: fomentar la inmigración, en especial la latinoamericana y de otras partes del mundo. Estas políticas se mantuvieron hasta finales de los años 1980, con un notable flujo de argentinos, uruguayos, chilenos, cubanos, peruanos, ecuatorianos, chinos y árabes. Hacia comienzos de la década de 1980, la inmigración estuvo marcada por un fuerte éxodo de colombianos.
La mezcla multiétnica, cultural y racial ha marcado a la ciudad a través de la historia. Su composición étnica es muy diversa.
La marginalidad ecológica en terrenos topográficamente accidentados es un problema de la ciudad. De igual modo, en los últimos años la precaria accesibilidad a la vivienda en los estratos más bajos de la población caraqueña ha producido decenas de invasiones de terrenos y edificios en desuso.
| Etnografía de Caracas                                   | Etnografía de Caracas | Etnografía de Caracas | Etnografía de Caracas | Etnografía de Caracas |
| ------------------------------------------------------- | --------------------- | --------------------- | --------------------- | --------------------- |
| Etnia                                                   | Etnia                 |                       | Porcentaje            | Porcentaje            |
| blancos                                                 | blancos               |                       | 58,8 %                | 58,8 %                |
| Mestizos                                                | Mestizos              |                       | 38,6 %                | 38,6 %                |
| Negro                                                   | Negro                 |                       | 0,6 %                 | 0,6 %                 |
| Afrodescendientes                                       | Afrodescendientes     |                       | 0,2 %                 | 0,2 %                 |
| Otro                                                    | Otro                  |                       | 1,8 %                 | 1,8 %                 |
| Fuente: Censo Nacional de Autorreconocimiento INE 2011. |                       |                       |                       |                       |

### Composición etnográfica
Caracas es la ciudad que presenta más diversidad en composición etnográfica por haber sido uno de los principales centros receptores de inmigrantes que tuvo Venezuela desde antiguos periodos, que por ser su capital, recibió a cantidades de personas provenientes de distintas partes del mundo (siendo Europa la de mayor influencia), lo que fue impactando los ámbitos culturales de la ciudad. En ella existe una mayoría inminente de personas descendientes del continente europeo, influyendo de manera significativa en las características etnosomáticas de los habitantes de la ciudad. Hacia el este de Caracas, específicamente los municipios Chacao, Baruta, Sucre y El Hatillo.
Según estadísticas del Censo Nacional de Población y Vivienda XIV del INE, la población del Distrito Capital se identificó de la siguiente manera: Blancos 58,8%, Mestizos 38,6%, Negros 0,6%, Afrodescendientes 0,2% y Otros 1,8%.

## Organización político-administrativa

### Área metropolitana
La ciudad de Caracas ocupa la totalidad del municipio Libertador del Distrito Capital y parte del estado Miranda, específicamente los municipios Baruta, Chacao, El Hatillo y Sucre, que conforman el Distrito Metropolitano de Caracas, el cual goza de personalidad jurídica y autonomía dentro de los límites de la Constitución y la ley.
El alcalde metropolitano es la autoridad principal de Caracas. Caracas tiene un sistema de gobierno que trabaja en dos niveles: uno para toda la ciudad y otro para los municipios individuales. El área metropolitana de Caracas incluye Caracas y ciudades cercanas como Guarenas, Guatire, Cúa, y otras en las regiones de Bajos y Altos Mirandinos, así como áreas costeras como La Guaira y Higuerote. En total, viven alrededor de 2.9 millones de personas en esta área.
Cada uno de estos cargos públicos, tanto del alcalde Mayor, los demás alcaldes municipales, y los concejales tanto metropolitanos como municipales, son de elección popular,  para un período de cuatro años, pudiendo ser reelegidos y revocados a mitad de sus períodos por los electores.

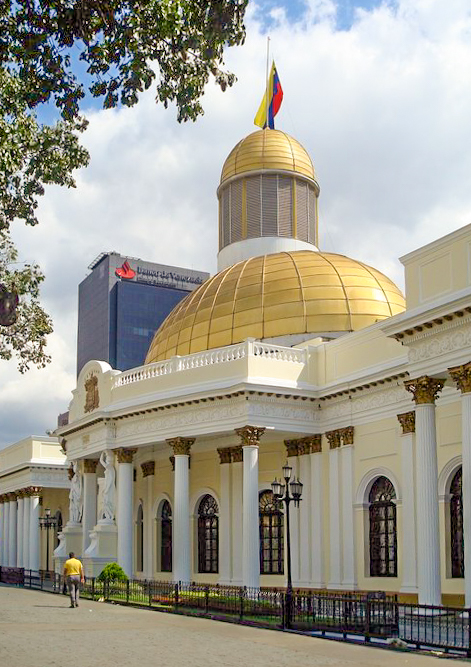
Palacio Federal Legislativo, sede de la Asamblea Nacional.

El nivel metropolitano está formado por un órgano ejecutivo y un órgano legislativo, cuya jurisdicción comprende la totalidad territorial metropolitana de Caracas. Su gobierno, administración y coordinación corresponde al Alcalde Mayor.
En el caso de los cuatro municipios del este de la ciudad, el alcalde mayor cumple funciones de coordinación y gobierno municipal de primer nivel, puesto que la autoridad de dichos municipios recae principalmente en la Gobernación del estado Miranda. De esta forma la Alcaldía Metropolitana según la Constitución de 1999 busca el crecimiento armónico y desarrollo integral de la ciudad, sin eliminar el Distrito Capital, ni seccionar parte del estado Miranda.
La función legislativa de la ciudad corresponde al Cabildo Metropolitano de Caracas, integrado por Concejales Metropolitanos.
| Concejales        | Partido/Alianza |
| ----------------- | --------------- |
| Alexander Nebreda | PSUV            |
| Deyanira Briceño  | PSUV            |
| Inmer Ruíz        | PSUV            |
| Marisela Boada    | PSUV            |
| Richard Peñalver  | PSUV            |
| Andrés Eloy Bello | PJ              |
| Edinson Ferrer    | PJ              |
| Alejandro Vivas   | PJ              |
| Máximo Sánchez    | PJ              |
| Freddy Guevara    | VP              |
| Gladys Castillo   | VP              |
| Luis Velásquez    | VP              |
| Adolfo Padrón     | AD              |

### Distrito Capital
En el caso del Municipio Libertador de Caracas, único integrante del Distrito Capital, la autoridad ejecutiva recae en el jefe de Gobierno del Distrito Capital, cargo designado por el presidente de la República.

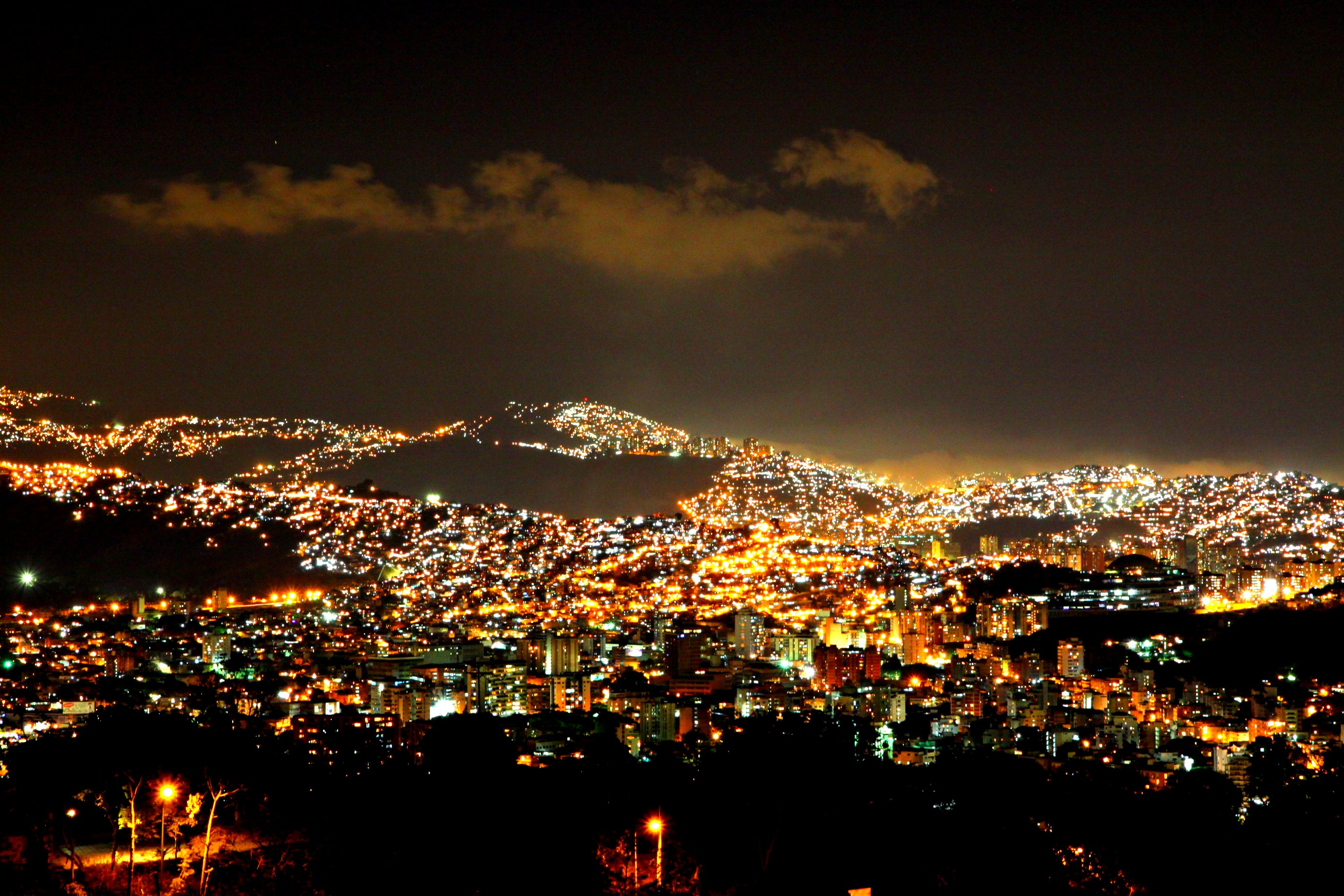
Caracas.

Según el Artículo 3 de la Ley del Distrito Capital, la función legislativa la ejerce directamente la República a través de la Asamblea Nacional de Venezuela.

Artículo 3. El régimen especial del Distrito Capital es un sistema de gobierno constituido por órgano ejecutivo ejercido por un Jefe o Jefa de Gobierno, y la función legislativa estará a cargo de la Asamblea Nacional

Antes de la creación del Distrito Metropolitano, el Distrito Federal (actual Distrito Capital) tenía un Gobernador designado por el presidente de la República, mientras que los municipios caraqueños del estado Miranda, gobernaban con sus respectivos alcaldes de manera aislada, sin ningún ente de coordinación. En abril de 2009 la Asamblea Nacional reformó la Ley del Distrito Capital, legalizando la constitución de un Jefe de Gobierno o Gobernador para el municipio Libertador designado por el Ejecutivo Nacional, que le disminuye competencias y presupuesto a la Alcaldía Mayor. La reforma de la ley fue rechazada por el alcalde Antonio Ledezma y la oposición, a la cual tildaron de ilegal, como una retaliación política y un desconocimiento a la voluntad popular. Para el oficialismo se trata de llenar un vacío en la autoridad del Distrito Capital (que no tenía autoridad desde 1999) y de una acción legal y constitucional de acuerdo a lo establecido en el artículo 156 de la constitución:

Artículo 156. Es de la competencia del Poder Público Nacional: 10. La organización y régimen del Distrito Capital y de las dependencias federales.

Desde la polémica creación del cargo de Jefe del distrito Capital, el cargo siempre ha estado ocupado por personas cercanas al ejecutivo y miembros del PSUV.

## Economía
En el centro de Caracas (Municipio Libertador) se encuentran las sedes del Banco de Venezuela, del Banco Venezolano de Crédito, del Banco Mercantil, y del Banco Provincial, cuatro bancos importantes del país; además de la sede del Banco Central de Venezuela. Las sedes de los organismos públicos más importantes también se ubican en el centro de la ciudad, mientras que las empresas privadas, los centros nocturnos y los hoteles más lujosos se ubican en el municipio Chacao y en el municipio Baruta. La zona oeste y sureste son principalmente residenciales, mientras el suroeste tiene importantes zonas industriales.
Caracas es la ciudad con mayor costo de vida del país y una de las más caras de América y el mundo. Según el banco suizo UBS y The Economist, entre 2012 y 2013 la ciudad clasificó como la novena capital más cara del mundo, la única del continente en encontrarse entre las primeras diez. Aunque el informe de Eurocost la clasifica en diferentes posiciones, la tendencia se mantiene: es la vigésima ciudad más costosa en el mundo y la tercera en América, después de San Pablo y Río de Janeiro. Es importante tener en cuenta que hay distintos tipos de cambio pero se suele usar el tipo de cambio oficial como referencia, por lo que puede haber distorsiones.

### Turismo

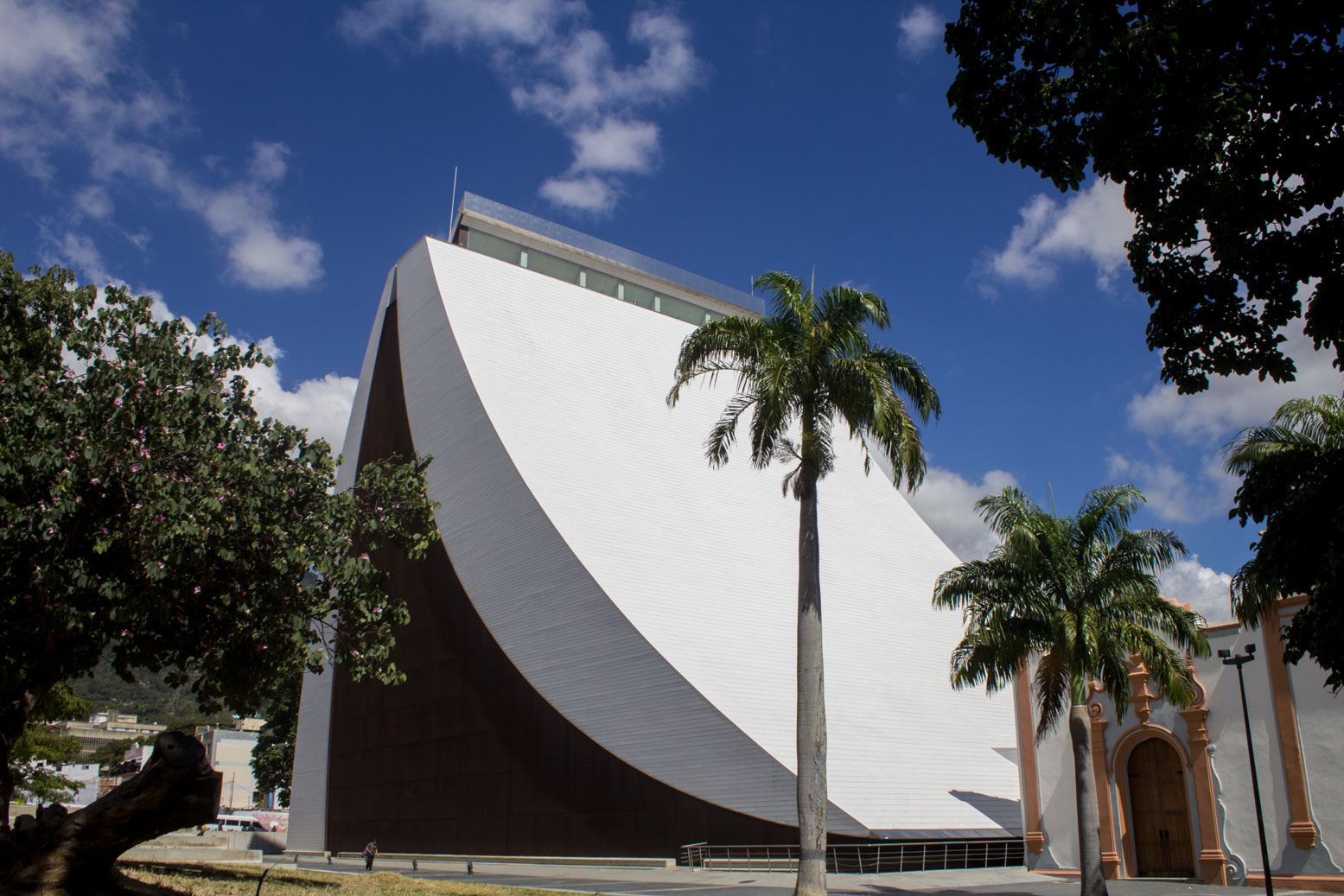
Mausoleo de Bolívar.

El turismo es un subsector poco destacable en la actividad económica de la ciudad. No obstante, el Distrito Capital es el destino internacional más visitado de Venezuela debido a que es la única ciudad que cuenta con un Aeropuerto Internacional todavía funcionando: se registraron 307 159 turistas extranjeros en 2011. Según el INE, el principal motivo fue visitar a familiares o amigos, y sus viviendas fueron el principal tipo de alojamiento. El mismo año se registraron 1 407 070 turistas nacionales: el motivo y el tipo de alojamiento favorito fueron los mismos. Según una encuesta a un grupo de turistas extranjeros, los principales incentivos turísticos de la capital son un clima agradable, así como la cantidad de centros comerciales, opciones de diversión y eventos culturales. El desaprovechamiento del gran potencial turístico de la ciudad se puede atribuir en gran medida a la inseguridad y a la falta de planificación y coordinación entre los actores políticos (Alcaldía Metropolitana, Distrito Capital, Estado Miranda, municipios y especialmente el Gobierno Nacional).

## Urbanismo

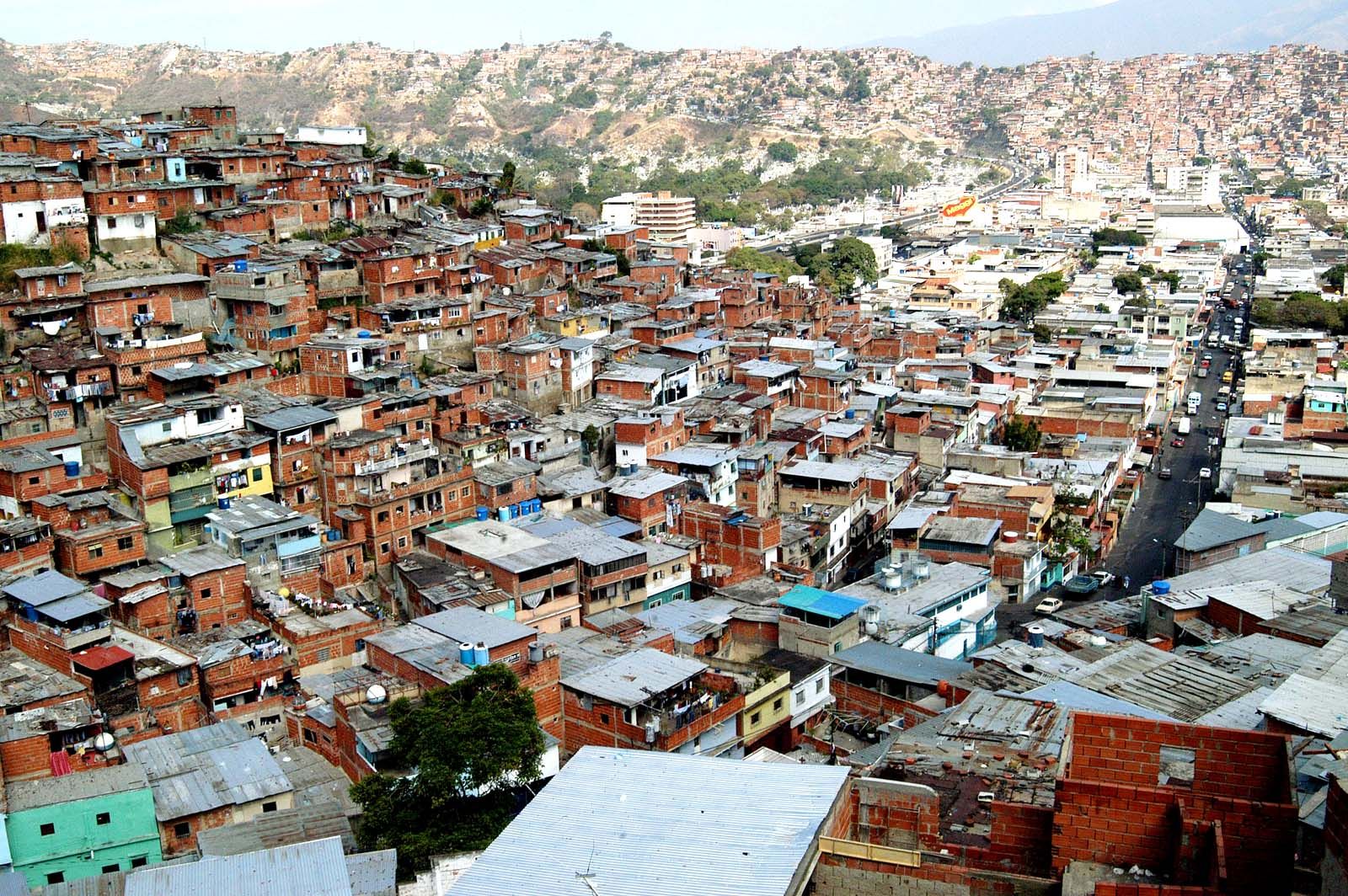
Cerros de Caracas.

A partir de mediados del siglo XX, Caracas experimentó una urbanización acelerada sin planificación efectiva, lo que dio origen a una extensa red de asentamientos informales. Entre 1966 y 2014, se identificaron más de 1.660 barrios autoconstruidos en el área metropolitana, según el proyecto Cartografía de los Barrios de Caracas (CABA), desarrollado por la Fundación Vivienda Popular. Estos barrios ocupan más del 40 % del suelo urbano y albergan a más de la mitad de la población capitalina.
La informalidad urbana ha sido impulsada por la migración interna y la ausencia de políticas habitacionales sostenidas. A lo largo del siglo XX, varios planes urbanísticos intentaron ordenar el crecimiento de la ciudad, entre ellos el Plan Rotival (1939), el Plan Caracas Metropolitana (1970) y el Plan Estratégico de Caracas (2001), aunque muchos quedaron parcial o totalmente descontinuados.
A partir de 2011, la Gran Misión Vivienda Venezuela (GMVV) introdujo una nueva etapa de producción habitacional masiva, centrada en conjuntos residenciales verticales. Sin embargo, el programa ha sido objeto de críticas por la calidad constructiva, su localización y la débil integración con el tejido urbano existente.
Actualmente, Caracas enfrenta desafíos estructurales en cuanto a desigualdad territorial, precariedad de servicios públicos, riesgos ambientales y regeneración urbana inclusiva.
Caracas comparte puntos en común con muchas ciudades latinoamericanas: densamente poblada y con un espacio limitado por estar rodeada de montañas. Debido a esto, la ciudad ha crecido de forma vertical. Un aspecto muy resaltante es la cantidad de personas que viven en infraviviendas levantadas en las laderas montañosas que rodean la ciudad. Este tipo de viviendas son denominadas ranchos, construidas improvisadamente, sin ninguna planificación oficial, con deficiencias y con materiales poco adecuados, marcando una diferencia entre los que viven en el valle propiamente, el 45% de la población en el 25% de la mancha urbana vive en estos asentamientos.[cita requerida]
El centro de la ciudad, desarrollado alrededor de un pequeño casco histórico, representa menos de un cuarto de la extensión total de la ciudad, que se ha extendido a lo largo del valle y además se ha conectado en los últimos años con las ciudades satélites en los estados Miranda y Vargas, creando una importante zona metropolitana conocida como Gran Caracas. El vertiginoso crecimiento poblacional de la ciudad ha traído como consecuencia una creciente congestión en el tráfico automotor. A estos efectos se ha ampliado progresivamente el sistema de transporte subterráneo (Metro de Caracas), que actualmente se encuentra enlazado con el Metro de Los Teques y en un futuro con el sistema Metro Guarenas-Guatire. También el Sistema Ferroviario Central «Ezequiel Zamora» enlaza las comunidades de Charallave y Cúa de los Valles del Tuy, con el transporte subterráneo de la ciudad capital.
Algunas zonas de la ciudad tienen un trazado cuadriculado, ya sea heredado de la colonia o desarrollado durante los proyectos urbanísticos del siglo XX. Otras zonas, levantadas en las faldas montañosas, no siguen este patrón, sino que se adaptan a las irregularidades del terreno. Estas zonas elevadas disfrutan de una temperatura templada a lo largo del año.

## Crimen
El Cuerpo de Policía Nacional Bolivariana es el principal órgano que garantiza la seguridad ciudadana en los cinco municipios de Caracas y está adscrita al Ministerio de Interior y Justicia. También cada municipio dispone de su propio cuerpo policial y la Policía Estatal de Miranda cumple funciones de resguardo, en los cuatro municipios de su jurisdicción (Chacao, Baruta, Sucre, y El Hatillo). La seguridad integral, protección y resguardo de la ciudadanía en caso de emergencias, desastres o eventos naturales también recaen sobre el Cuerpo de Bomberos del Distrito Capital y la dirección de Protección Civil nacional, estado Miranda, Distrito Capital, y las direcciones Municipales.
La Policía Nacional y las Fuerzas Armadas son los cuerpos de primer nivel, que deben velar por el establecimiento del orden público en la ciudad. De no ser así, serían entonces a las policías municipales a las que les correspondería esta tarea.
Según diversos estudios de opinión la criminalidad constituye el principal problema y preocupación de los habitantes de Caracas. La violencia en la ciudad comenzó a crecer a partir de finales de la década de 1980, y se ha venido acentuando cada vez más en los últimos 15 años, al ritmo que es considerada como una de las ciudades más violentas y peligrosas del mundo.
Desde el año 1993 cifras de la Organización Panamericana de la Salud revelan que el homicidio en Caracas desplazó a los accidentes de tránsito como primera causa de muerte entre hombres en edades comprendidas entre los 15 y los 29 años. En 1987 la tasa de homicidios en la ciudad por cada cien mil habitantes era de 19.1. Diez años más tarde, en 1997 era de 50.1, lo que representa un incremento del 355%. En el año 2008 ya se ubicaba en 130, más de 259% de incremento en once años.
Para el año 2009, según la ONG Observatorio Venezolano de Violencia, el 90% de las víctimas de los crímenes en Caracas eran hombres. De ese porcentaje, el 65% acaecía a personas entre 17 y 32 años y entre la mayoría de los victimarios incluían hombres menores de edad. Cada semana se registraba al menos 800 delitos en la ciudad, de los cuales se producían aproximadamente nueve homicidios por día en el área metropolitana. De la misma manera, el robo, el hurto de vehículos y los secuestros, tanto express como tradicionales también habían aumentado en comparación al mismo periodo del año anterior.
En Venezuela se han venido implementando políticas de Seguridad Ciudadana que tienen un abordaje integral, en el que participan todos los organismos y poderes del Estado, en función de lo explicado por altos funcionarios del Gobierno nacional, como el ministro del Poder Popular para Interior y Justicia, Néstor Luis Reverol, quien ha señalado que la "Gran Misión A Toda Vida Venezuela" fue diseñada como política estructural del Estado que avanza hacia «un acompañamiento social que permitirá masificar un conjunto de actividades para lograr la prevención del delito en todas las comunidades»; sin embargo las políticas de prevención del delito no han tenido los resultados esperados, tanto es así, que Caracas desde 2015 hasta 2018 fue considerada como la ciudad más peligrosa del mundo.

## Transporte

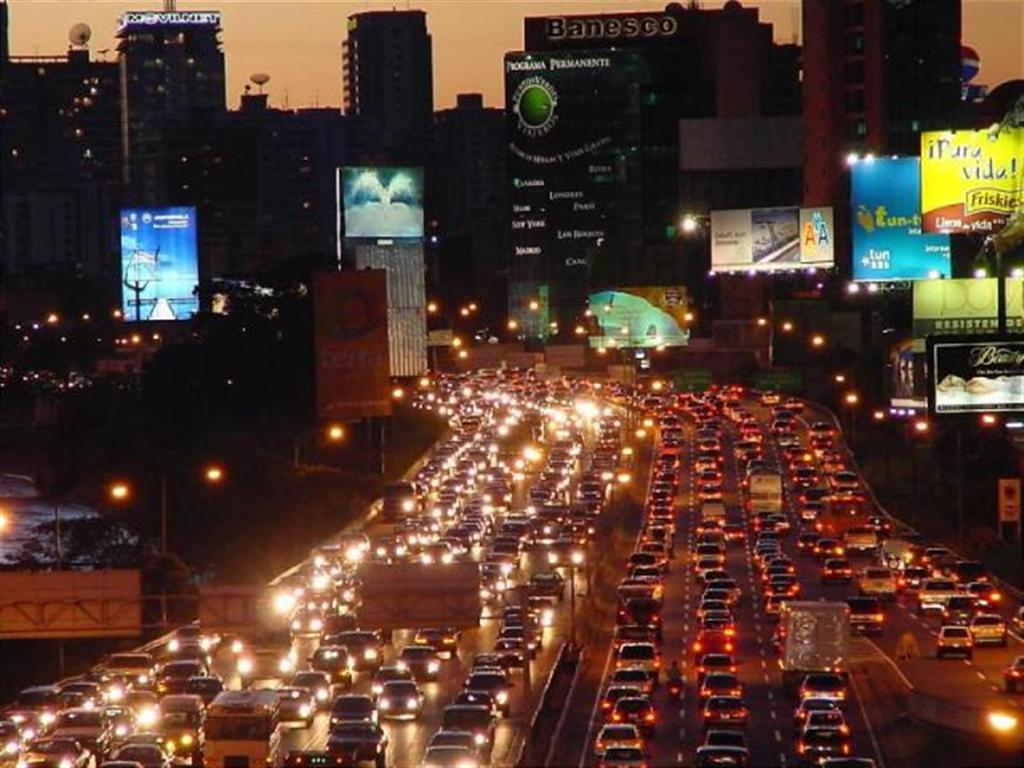
Tráfico en la autopista Francisco Fajardo.

### Autopistas y avenidas principales
La mayor concentración de redes viales del país se encuentra en la región de Caracas y sus adyacencias, con una gran red de autopistas y avenidas en el Distrito Metropolitano y vías urbanas, suburbanas e interurbanas. La red vial se ha convertido en una gran encrucijada entre el Occidente, el Oriente y el Centro del país. Papel no muy ventajoso para una ciudad saturada de población y vehículos de todo tipo, tanto de la misma ciudad como de su zona de influencia inmediata (Estado Vargas, Valles del Tuy, Guarenas-Guatire, Altos Mirandinos) y de otras zonas del país.

### Metro de Caracas

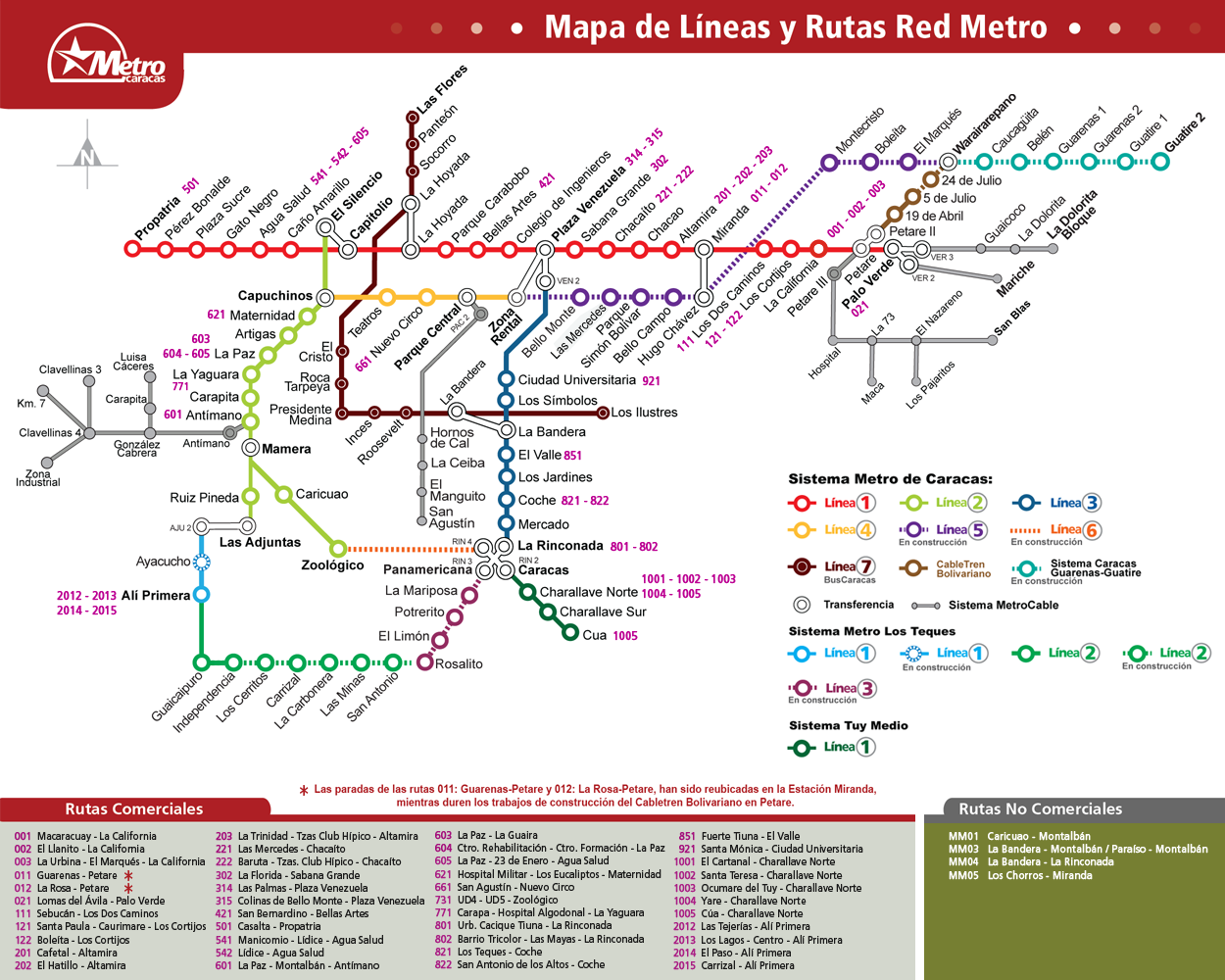
Mapa de las estaciones actuales y proyectadas del Metro de Caracas.

Patios y Talleres de la estación Propatria del Metro de Caracas

Es uno de los medios de transporte más importantes de la ciudad, ya que sus 47 estaciones operativas transportan a cerca de 2 millones de personas, según cifras oficiales El sistema Metro de Caracas cubre la zona central de la ciudad de este a oeste, con líneas que conectan el suroeste y con otros sistemas superficiales del sistema Metro (BusCaracas, MetroCable San Agustín) además del sureste (Cabletrén de Petare, Metrocable Mariche), rutas alimentadoras de Metrobús en la gran mayoría de las estaciones, aunado a la ampliación de líneas existentes (estación terminal La Rinconada de la línea 3 e intermedias de la extensión; interconexión de las estaciones Plaza Venezuela y Capuchinos – extensión de la línea 2, más conocida como línea 4, así como la futura interconexión con el sistema Metro Guarenas Guatire, que inició con la estación Bello Monte) y un apéndice que se extiende hasta la ciudad de Los Teques (capital del estado Miranda). Las tres estaciones que comprenden esta última línea, constituyen el Sistema Metro de los Teques. Ambos sistemas son operados por la compañía C. A. Metro de Caracas (Cametro). Aunque fue un medio de transporte pionero durante su primeras décadas de operaciones, el Metro de Caracas ha presentado un deterioro severo durante la década de 2010, siendo los retrasos, fallos eléctricos, falta de material de boletos, ausencia de personal, inseguridad, entre otros problemas, parte de la cotidianidad del sistema.
El sistema inaugurado en 1983 cuenta con 71 km y con cinco líneas siendo uno de los más largos de América Latina y se están construyendo expansiones del mismo hacia las poblaciones de Guarenas y Guatire.

### BusCaracas

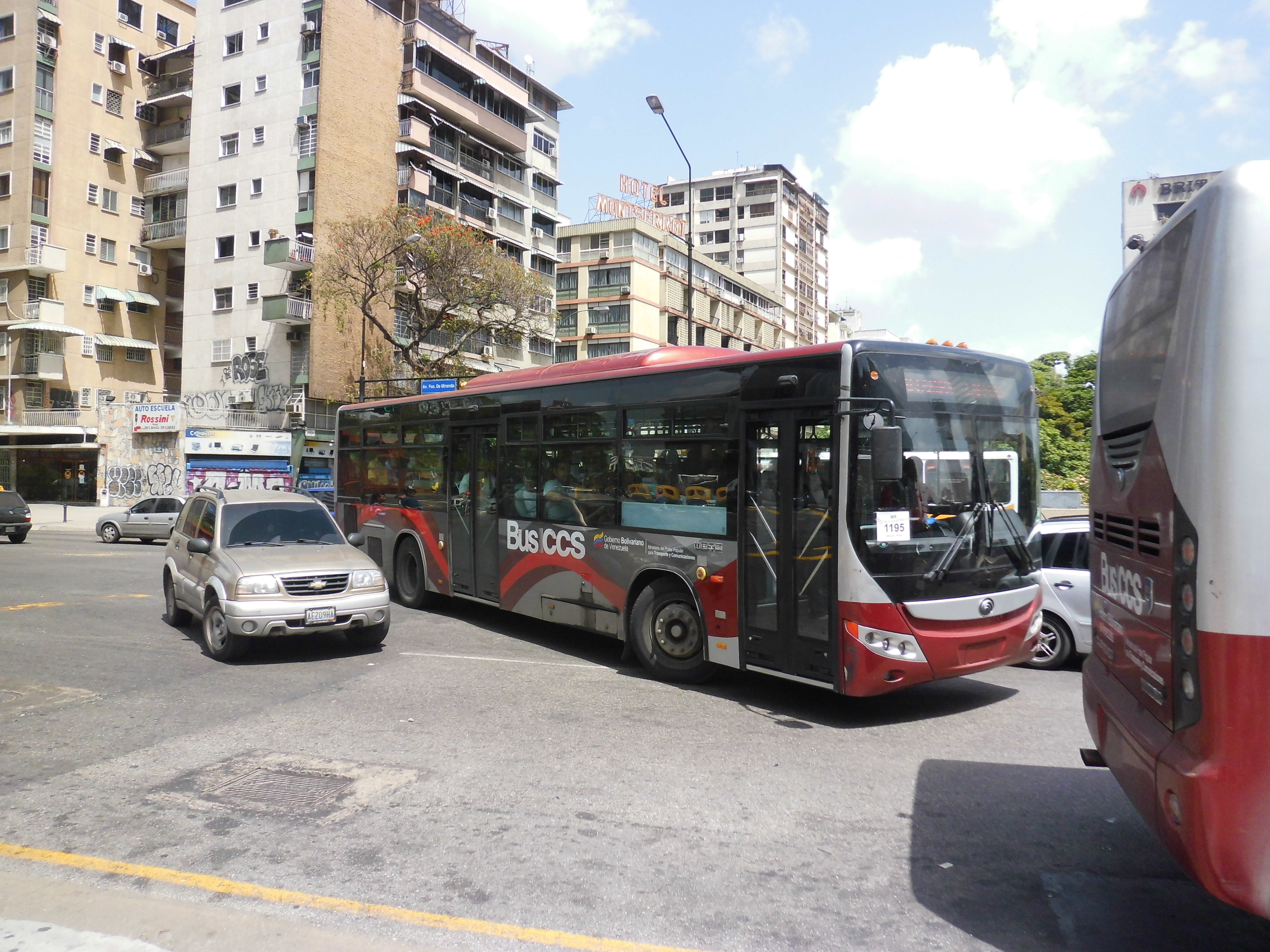
Bus CCS.

El BusCaracas es un sistema de transporte masivo que conecta algunas zonas del municipio Libertador de Caracas. Inició operaciones en octubre del 2012, tomando como modelo otros medios de transportes como el Trolemérida, y Transbarca inaugurado el 3 de octubre de 2012. La también conocida como Línea 7 del metro de Caracas dispone de 11 estaciones con dos conexiones al sistema metro en La Hoyada y La bandera, líneas 1 y 3 respectivamente. Aunque el proyecto inicial implicaba más zonas de la ciudad, se encuentra paralizado y no se dispone de información oficial sobre el proyecto.
Aunque el proyecto inicial buscaría conectar toda la vía de transporte en 30 minutos, usuarios y medios recopilan la precaria situación del sistema que en 2019 apenas contaba con cuatro autobuses operativos, mientras pasajeros del servicio denuncian que normalmente las esperas para tomar un solo vehículo puede llegar a los 40 minutos La desmejora de otros sistemas de transporte como las camioneticas y la económica tarifa del BusCaracas generan diariamente situaciones de colapso, que sumados a la reducción de la frecuencia suelen generar situaciones caóticas en la línea gestionada por la empresa Metro de Caracas.

### Metrocable

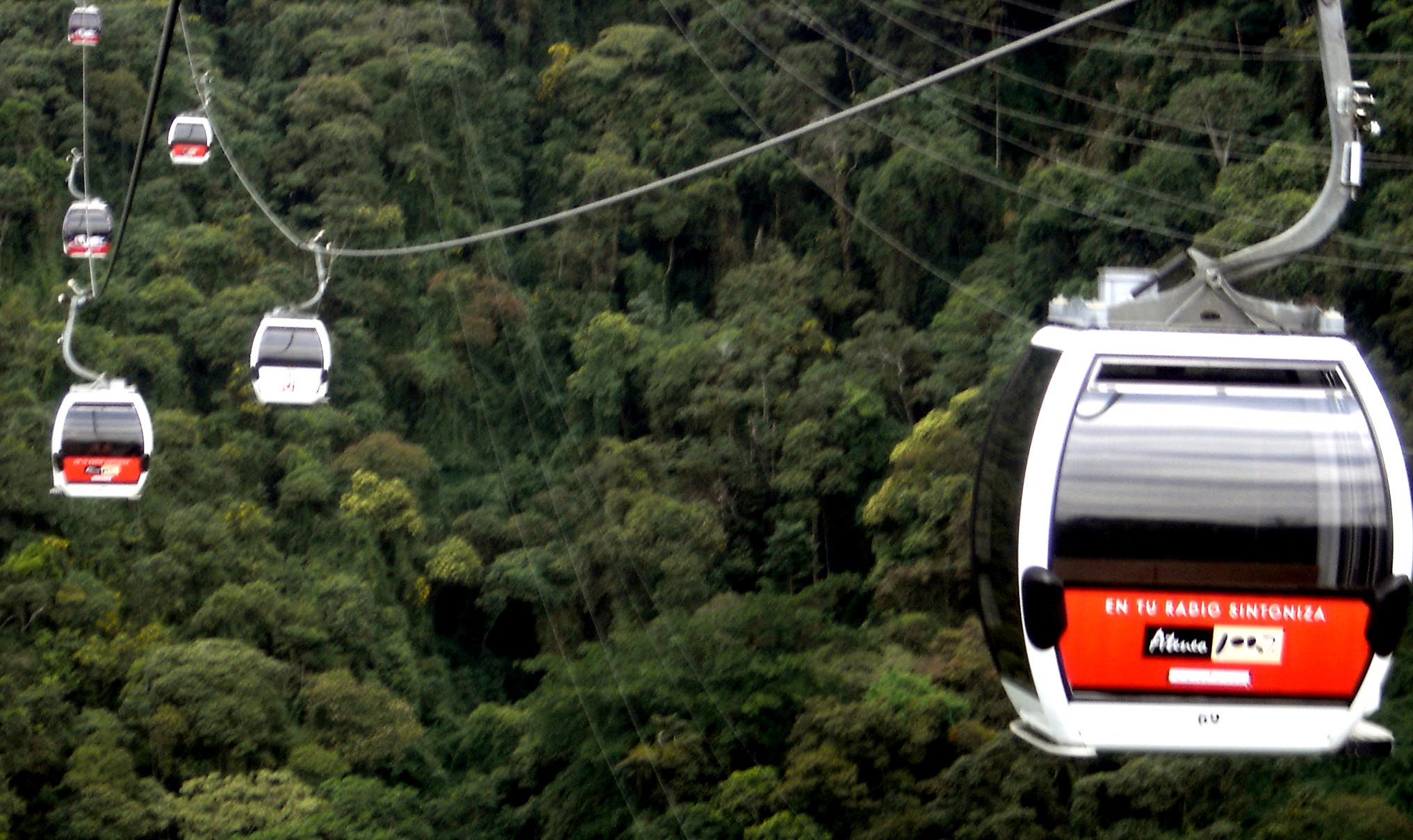
El Teleférico de Caracas comunica la ciudad con El Ávila.

El Metrocable de Caracas es un sistema de teleférico integrado al Metro de Caracas, concebido de forma que habitantes de los barrios de Caracas ubicados habitualmente en sectores montañosos puedan transportarse de manera más rápida y segura al centro de la ciudad. Funciona como una ruta alimentadora al estilo del Metrobús.
En 2006 se inició la construcción de un nuevo sistema de Metrocable en la parroquia San Agustín en la zona de San Agustín del Sur e inaugurado el 20 de enero de 2010 y un segundo tramo en el este de la ciudad, específicamente en las parroquias petare y Mariche del municipio Sucre, inaugurado el 10 de diciembre del año 2012, donde las personas pueden acudir libremente y disfrutar de una vista hacia unas grandes partes de la ciudad de Caracas.

### Sistema ferroviario
Existe un proyecto ferroviario nacional, que pretende conectar Caracas con la zona central del país. No obstante, los sistemas preexistentes y nuevas obras se encuentran paralizadas y en muchos casos ni siquiera han iniciado su construcción.  Actualmente se encuentra operativo el servicio de trenes de Caracas-Cúa, perteneciente al Sistema Ferroviario Central de Venezuela "Ezequiel Zamora I". Inaugurado en el 2006 es el único tramo ferroviario operativo actualmente en Venezuela, según el Instituto de Ferrocarriles del Estado (IFE). Esta línea de trenes de cercanías conecta a la ciudad de Caracas con las poblaciones de los Valles del Tuy (Charallave, Santa Lucía, Ocumare, Santa Teresa, Yare y Cúa) y recorre 41.4 kilómetros.
La red inicia su recorrido en la estación Libertador Simón Bolívar en Caracas, ubicada en la Rinconada y conectada a la línea 3 del metro de Caracas. Desde la ciudad se comunica con otras tres estaciones: Charallave Norte Francisco de Miranta y Charallave Sur Don Simón Rodríguez; ambas en la localidad de Charallave y finaliza su recorrido en la estación Cúa General Ezequiel Zamora (Cúa, Miranda) El servicio presenta fallas habituales como otros sistemas de transporte del país.

### Puertos y aeropuertos

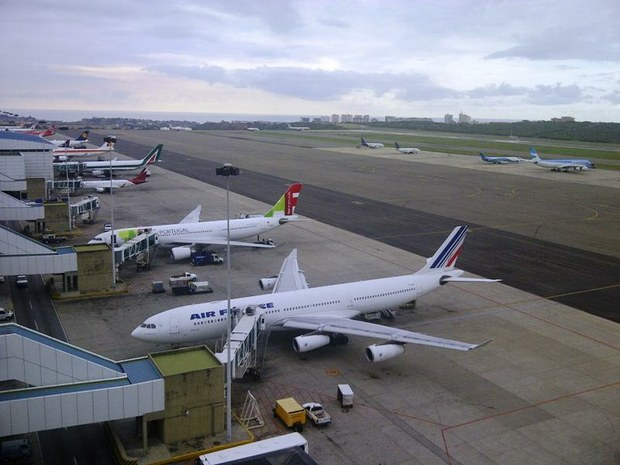
El aeropuerto Internacional Simón Bolívar es el principal de Caracas, al tiempo que suple la demanda de las ciudades dormitorio aledañas.

A unos 20 km por carretera, en la parroquia Urimare del estado Vargas, está el Aeropuerto Internacional de Maiquetía Simón Bolívar el cual es el principal terminal aéreo de Venezuela, pues concentra la gran mayoría de vuelos internacionales y nacionales del país, sirviendo a cerca de 12 000 000 pasajeros por año. Aparte de este hay tres aeródromos de menor importancia. Uno de ellos, la Base Aérea Generalísimo Francisco de Miranda, conocida como La Carlota, está restringida para vuelos privados y militares; y se encuentra en periodo de clausura.
Con miras a destinar un uso más humano para los terrenos de la base aérea, en 2017 se inauguró la primera etapa del parque Bolívar con la apertura al público del Puente Independencia que conecta a este con El parque Generalísimo Grancisco de Miranda, redestinando el uso original de dichos terrenos propuesto otrora en el plan Rotival de 1939 que devendría en el Plan Regulador del mismo año. Otros dos aeropuertos privados son el Aeropuerto Metropolitano de Ocumare del Tuy y el Aeropuerto Caracas Oscar Machado Zuloaga de Charallave.
En la ciudad de La Guaira, al igual que el Aeropuerto Internacional de Maiquetía Simón Bolívar a unos 20 km se encuentra el puerto homónimo, el segundo del país por su tamaño y capacidad.

### Cabletrén

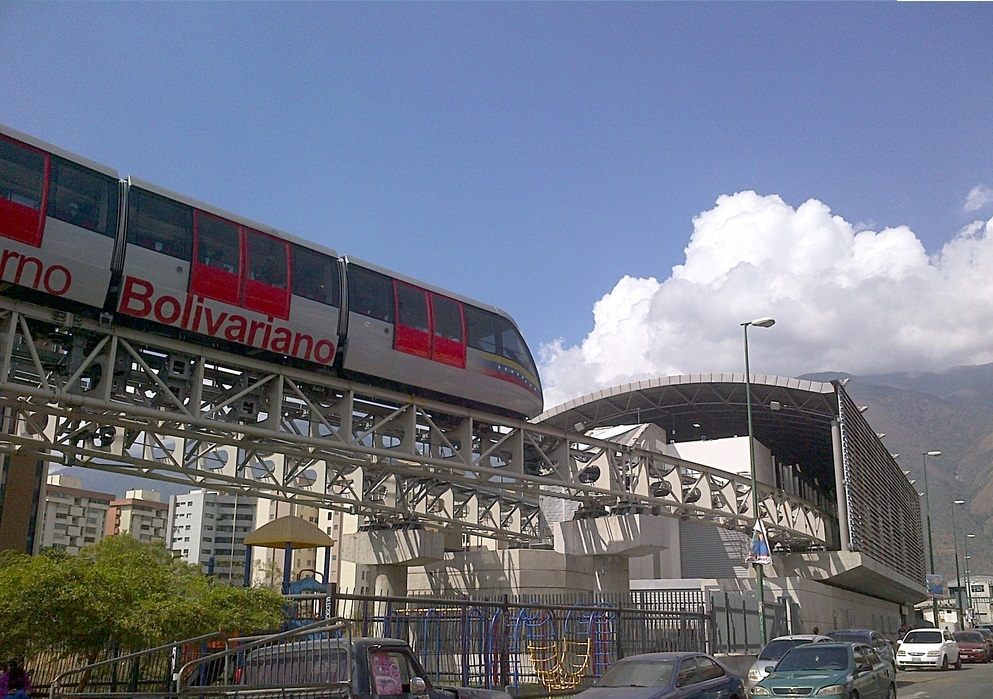
Tramo del Cabletrén.

El Cabletrén Bolivariano es un pequeño tren automático que es parte del Metro de Caracas. Fue construido por empresas de Brasil y Austria. Este tren conecta algunas áreas del sur de Petare y en el futuro, se planea que enlace con otras líneas del metro de Caracas y con nuevos proyectos de transporte. La estación Bello Monte del Cabletrén se abrió en 2015, inaugurada por el presidente Nicolás Maduro.

### Transporte público superficial
El Metro de Caracas se complementa con una red de transporte superficial: El sistema Metrobús que conecta otras zonas de la ciudad con las estaciones del metro. No obstante, este sistema público de transporte no cubre la mayoría de las rutas de la ciudad y durante los últimos años ha sufrido un deterioro considerable que ha paralizado una parte importante del sistema. Por ello, el transporte público está fuertemente basado en buses pequeños que recorren toda la ciudad y suelen ser rápidos y eficientes, conocidos coloquialmente camionetas o camioneticas. Sin embargo, el sistema de camioneticas es acusado por algunos de ser caótico y originario de gran parte de los problemas de circulación de la ciudad, por no respetar las zonas reservadas para cargar y descargar pasajeros. El sistema de camionetas sustituyó a los autobuses, antiguos y no afiliados al Metro, que aún cubren algunas rutas.
Las zonas pobremente urbanizadas y de topografía irregular, llamadas cerros, cuentan con un sistema de jeeps, vehículos rústicos con capacidad para ocho o diez personas. Se considera que este sistema de transporte es limitado, precario e insuficiente para la población a la que brinda servicios. Esto constituye uno de los problemas que afecta más directamente a la población que viven en estas zonas.
Durante el año 2020, usuarios y personal de las camioneticas y transportes colectivos han denunciado la parada de operaciones debida a la escasez de gasolina, el control del surtimiento por parte de las autoridades gubernamentales y la dolarización de los precios de combustible en el mercado irregular.
El Metro de Caracas se comunica en la estación La Rinconada, con la estación ferroviaria «Libertador Simón Bolívar» de la cual salen trenes diariamente hacia las poblaciones de los valles del Tuy.

## Educación
En la ciudad de Caracas tienen su sede principal 9 universidades públicas y 14 universidades privadas. La Universidad Central de Venezuela (UCV) es la universidad más antigua del país, fundada en 1696 por mandato real bajo el nombre de Real y Pontificia Universidad de Caracas. Aunque dispone de al menos 5 sedes distintas en la ciudad, destaca su campus principal en la Ciudad Universitaria de Caracas, obra del arquitecto Carlos Raúl Villanueva. Este campus fue declarado el 2 de diciembre de 2001 Patrimonio de la humanidad por la UNESCO Aunque llegó a atender a 70.000 estudiantes en sus 89 edificios, actualmente la UCV vive un proceso importante de deterioro estructural y una importante deserción estudiantil, que llegó al casi el 30% de sus alumnos en el año 2018. Pasando de 47.000 estudiantes (2008) a 32.000 (2018). El cuerpo docente destaca como principales causas "las políticas económicas oficiales y el aumento del número de jóvenes obligados a interrumpir sus estudios universitarios”.
Entre los principales centros de educación superior se encuentra la Universidad Católica Andrés Bello (UCAB), de carácter privado. Su campus principal se encuentra al suroeste de la ciudad, en el límite de la parroquia La Vega con Antímano; aunque tiene sedes menores en Ciudad Guayana y Los Teques. La UCAB fue fundada en 1953 y es gestionada por la Compañía de Jesús y pertenece a la red latinoamericana AUSJAL Aunque de carácter privado, la institución sufraga una parte importante de sus gastos mediante donaciones y mantiene un complejo programa de becas para estudiantes en situación de vulnerabilidad. Es conocida por sus diferentes proyectos sociales y tener una vocación institucional de servicio hacia las comunidades vulnerables. El rector actual de la UCAB es el sacerdote y abogado Arturo Peraza, SI.
Destaca también la Universidad Simón Bolívar, creada  el 18 de julio de 1967, durante la presidencia del doctor Raúl Leoni. Su origen como institución pública se sustentó en el déficit de investigación y conocimiento en las áreas de Ciencia, Tecnología y Humanidades. La sede principal se ubica al sur de Caracas, en los terrenos de la antigua Hacienda Sartenejas. Actualmente cuenta con cerca de 6.600 estudiantes.

## Cultura y ocio

### Música
Los inicios de la explotación petrolera, a comienzos del siglo XX, dan pie al éxodo de campesinos hacia las ciudades de mayor importancia, de esta manera se convierte Caracas en un centro de confluencias de las distintas manifestaciones musicales del país. A través de las pianolas y los gramófonos llegan las melodías y ritmos de otras latitudes, sobre todo de Colombia, Cuba, España, Estados Unidos y México. La conjunción de estos elementos, genera un movimiento musical —el primero de carácter urbano— en el que se fusionan manifestaciones musicales de los llanos venezolanos, con otras de los Andes y de la zona costera. Lo mismo sucede con la instrumentación, en la cual se utilizan el cuatro, la mandolina, la guitarra, el violín e instrumentos sacados de las bandas militares, como el tambor redoblante, el saxofón, la trompeta y el trombón.
A la música realizada con el cuatro y los últimos instrumentos mencionados se le denomina «cañonera», pues los músicos que interpretaban este estilo, anunciaban su llegada a las fiestas con un cañón de bambú. Esta manifestación musical la mantienen viva grupos como Los Antaños del Estadium y Los Cañoneros. Estas agrupaciones, en la actualidad se mantienen más de sus frecuentes presentaciones en fiestas y diversos eventos sociales que de la venta de sus discos, los cuales no son fáciles de hallar en el mercado discográfico venezolano. Incluso, paralelamente a estos grupos, han nacido otros que cultivan géneros musicales semejantes, fusionados con ritmos bailables caribeños (bolero, merengue dominicano, salsa, entre otros) y contemporáneos.
Otras manifestaciones asentadas ya para aquella época en Caracas, eran los aguinaldos y los villancicos, para la temporada de Navidad, así como las canciones de serenata, de las cuales su máximo exponente fue el cantante, músico y compositor Andrés Cisneros.
Las agrupaciones caraqueñas de mayor trascendencia en el género de música tropical son las orquestas Billo's Caracas Boys, Los Melódicos, la Dimensión Latina, Oscar D'León, el Sexteto Juventud, Federico y su Combo y la orquesta de Andy Durán entre otras.
La riqueza musical de Caracas se patenta con la coexistencia de diversas orquestas sinfónicas estables como son: La Orquesta Sinfónica de Venezuela, la Orquesta Sinfónica Municipal de Caracas, la Orquesta Sinfónica Simón Bolívar, la Orquesta Filarmónica de Venezuela, la Orquesta Sinfónica Juvenil de Caracas, la Orquesta Sinfónica Teresa Carreño, y más de dos decenas de orquestas infantiles y juveniles perteneciente al Sistema Nacional de Orquestas y Coros Juveniles e Infantiles de Venezuela, entre las que cabe mencionar; Orquesta Infantil de la Rinconada, Orquesta Infantil de Baruta, Orquesta Juvenil de Chacao, Orquesta Infantil del 23 de enero entre otras.
Una gran cantidad de canciones le han sido dedicadas a la ciudad: Bella Caracas (1950), de Alfredo Sadel; Canto a Caracas (1967), de Billo Frómeta; Doña Cuatricentenaria (1967), de Aldemaro Romero; Caminando por Caracas (1981), de Piero; Canto al Ávila (1983), de Ilan Chester; La calle del atardecer (1985), de Frank Quintero; Caracas, Caracas (1985), de Un Solo Pueblo; Plaza del Centro (1988), de Franco de Vita; entre otras.

### Gastronomía

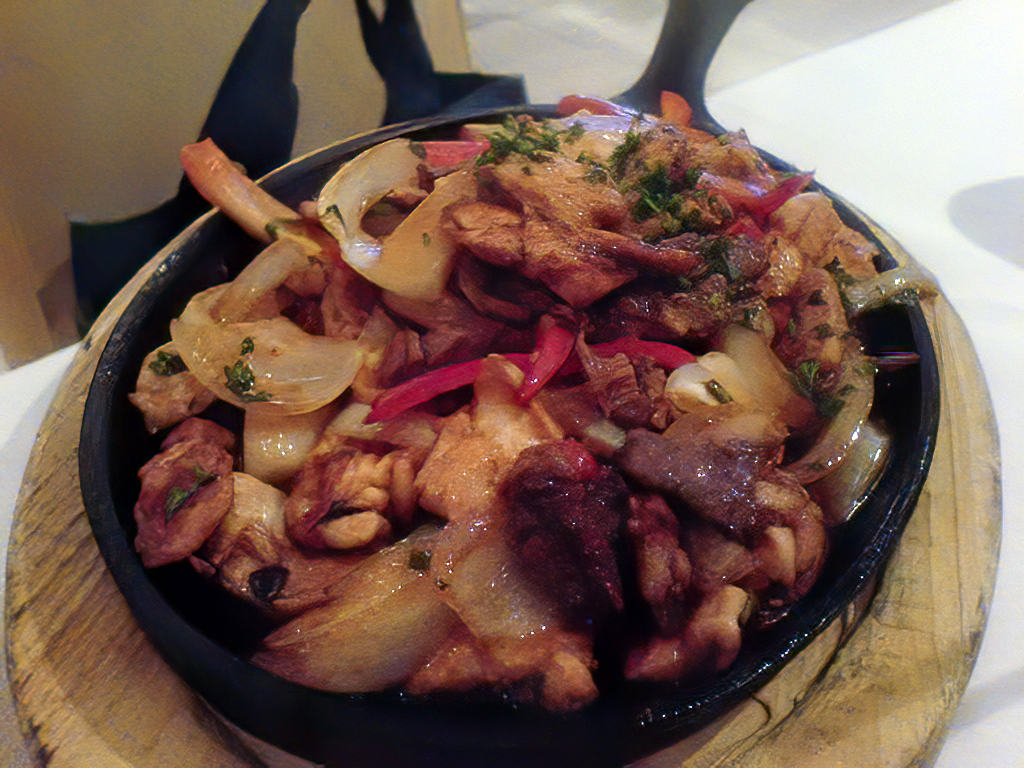
La gastronomía mediterránea es común en la ciudad debido a la influencia de los inmigrantes de dicha región.

Caracas posee una importante cultura gastronómica y culinaria, esto debido a la influencia de las corrientes migratorias; por ello es frecuente encontrar las especialidades culinarias de las diversas regiones venezolanas, conjuntamente con la de muchos países.
Existe una gran variedad de restaurantes franceses, italianos, españoles, portugueses, libaneses, indios, chinos, japoneses, tailandeses, mexicanos, peruanos, colombianos, croatas, taiwaneses, sirios, turcos, entre otros. La zona de La Candelaria es muy conocida por los restaurantes españoles, ya que en esta zona se concentraron gran parte de los inmigrantes gallegos, canarios y sus descendientes llegados a Venezuela a mediados del siglo XX, contribuyendo así a la riqueza gastronómica de la ciudad. Otras zonas de la ciudad como Las Mercedes, La Castellana, Los Palos Grandes y El Hatillo se caracterizan por una gran cantidad de restaurantes especializados en cocina internacional y gurmé mayoritariamente europea y asiática.
La cocina italiana ha influenciado enormemente la comida en Caracas debido a la enorme migración de ciudadanos de dicho país a la ciudad y al territorio nacional, al punto que la pasta es un plato fundamental entre los venezolanos así como también el consumo de pizza, pasticho (lasaña) y especialmente en temporadas navideñas el panettone.
Entre los principales platos típicos se encuentran: el pabellón criollo (que es el plato nacional a base de caraotas negras, arroz blanco, carne mechada y tajadas de plátano maduro frito), las empanadas, la arepa, la cachapa con queso guayanés, la hallaca, el asado negro criollo, la ensalada de gallina y el pan de jamón. Entre las bebidas típicas encontramos la chicha (bebida a base de arroz), guarapo de papelón con limón, carato y la tizana (bebida de frutas). También debe citarse la famosa «cocina mantuana», que data de tiempos de la colonia y que dejó como legado algunos platos típicos, como la torta melosa, la resbaladera (bebida hecha con agua de arroz y perfumada con esencia de azahar), entre otros. Hay que destacar que la cocina mantuana dio origen a diversos platos en Caracas (y Venezuela) entre los cuales podemos señalar la hallaca, el corbullón de mero, el guiso mantuano, la polvorosa de pollo, la olleta de gallo, el chupe de gallina, el asado negro, la torta Bejarana y el negro en camisa.

### Monumentos, edificios públicos y lugares históricos

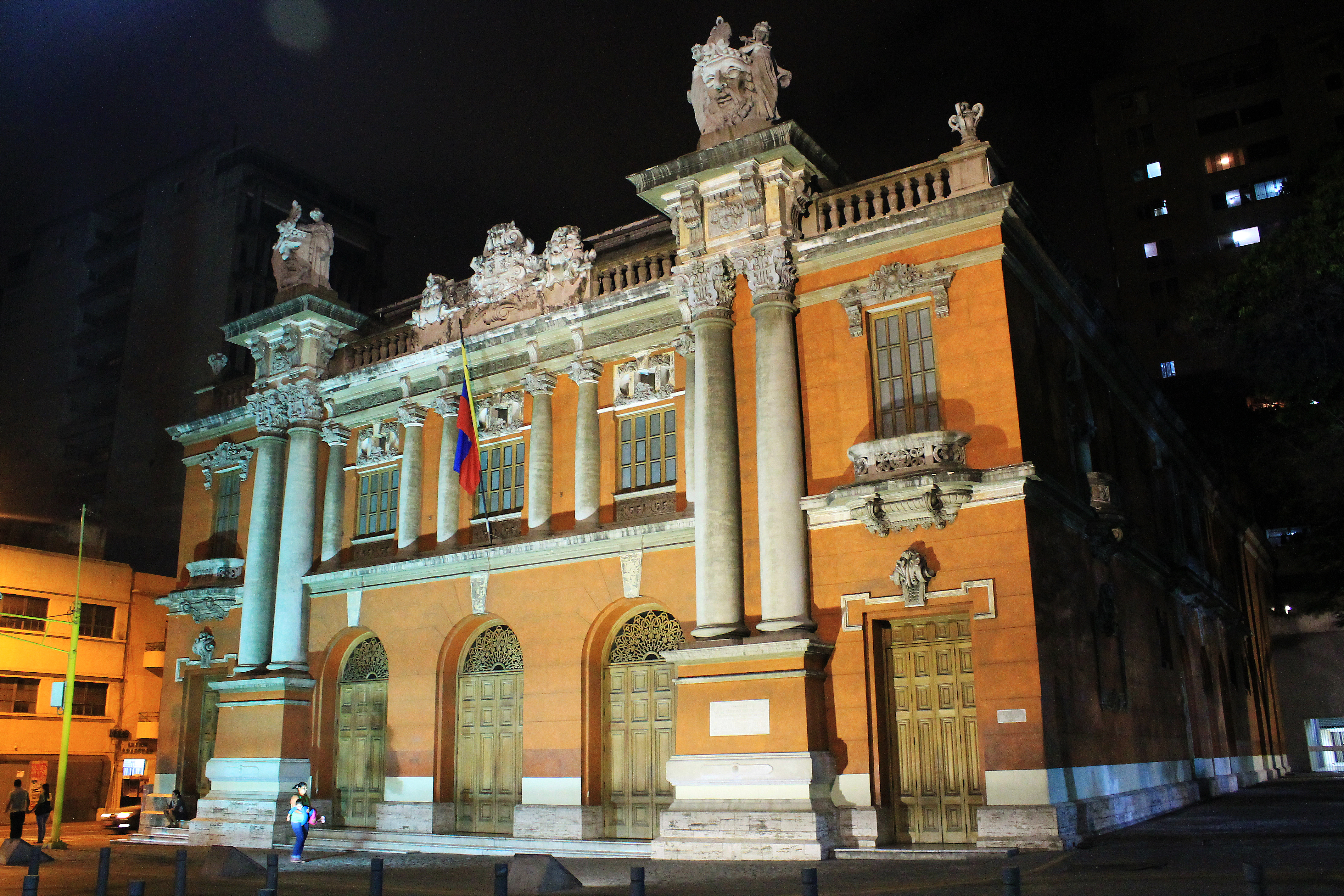
Teatro Nacional.

Caracas es una ciudad que cuenta con una historia que se revela en sus edificaciones. Principalmente esto se debe a que la mayoría de sus monumentos, edificios y sitios importantes son de épocas pasadas que se han mantenido a través del tiempo. Un ejemplo de ello es la Casa Natal del Libertador Simón Bolívar, que aún se encuentra en pie a pesar de tener más de 200 años de antigüedad. Otras construcciones similares, pertenecientes a aquella época son: la iglesia de San Francisco, la catedral de Caracas, la Quinta Anauco, Hacienda La Vega y la Cuadra Bolívar. Más recientes, de mediados y finales del siglo XIX, son el Palacio de las Academias, la Casa de Campo de Guzmán Blanco, el Palacio Federal Legislativo e incluso el Palacio de Miraflores.
Aparte de ello, también cuenta con monumentos donde se representa la historia de Venezuela, como el Panteón Nacional, el cual aloja los restos de Simón Bolívar, así como de otros héroes y personajes destacados de la historia de Venezuela, al cual se anexó el Mausoleo del Libertador de parte del presidente Nicolás Maduro Moros en 2015.
Otro sitio histórico de Caracas es Anauco Arriba una casa de campo del siglo XVII, la edificación más antigua de Caracas y considerada como patrimonio histórico de Venezuela.
Sin embargo, Caracas también cuenta con edificaciones modernas como el Centro Simón Bolívar, El Silencio, la urbanización 23 de Enero, el Hipódromo La Rinconada, El Helicoide (inconcluso), las Torres de Parque Central que fueron las más altas de Sudamérica hasta el 2003 y la Universidad Central de Venezuela declarada por la UNESCO Patrimonio de la Humanidad en el 2000.

### Edificaciones religiosas

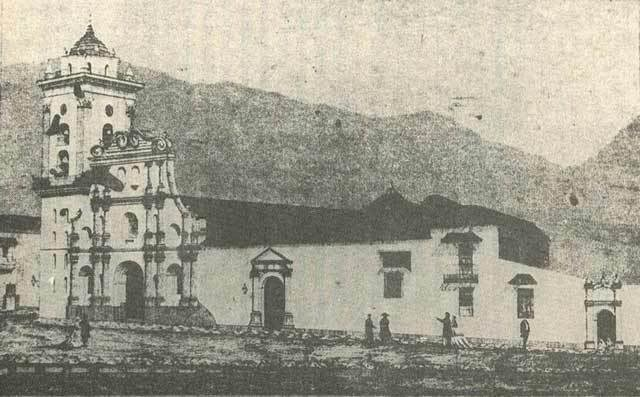
Catedral de Caracas, en 1867.

Caracas cuenta con una serie de edificaciones religiosas repartidas por todo su territorio. Entre las edificaciones más conocidas está la catedral de Caracas, siendo la primera iglesia construida en Caracas, alrededor del año 1641. Allí mismo fue bautizado Simón Bolívar.Cabe señalar que algunas de las edificaciones religiosas de Caracas fueron construidas hace más de 100 años. Un ejemplo de ello es la Iglesia de San Francisco construida entre 1665 y 1674 donde se le entregó a Simón Bolívar el título de Libertador.
La Basílica de Santa Teresa, de estilo neoclásico, está constituida por dos iglesias, al lado este Santa Ana y al oeste Santa Teresa, las cuales se unen en el imponente altar mayor. Dentro de esta Basílica se encuentra la imagen más venerada en Caracas durante la Semana Santa, «El Nazareno de San Pablo», el cual lleva el nombre del primer templo en donde fue hallada y a quien se le atribuyen muchos milagros.
Aunado a ello, cuenta con algunas edificaciones como la Sinagoga Tiféret Israel, el templo judío más grande del país, o la Mezquita Ibrahim Al-lbrahim, conocida como la segunda mezquita más grande de Latinoamérica. También, la Iglesia de San Constantino y Santa Elena forma parte de 15 templos religiosos de este tipo en el mundo y sólo dos de ellos están fuera de Rumania, fue donada por la Iglesia ortodoxa de Venezuela y el Gobierno de Rumania. Así mismo cuenta con edificaciones religiosas modernas como el Templo de Caracas de la iglesia de Jesucristo de los Santos de los Últimos Días, ubicado en Caurimare, al este de la ciudad.

## Deportes

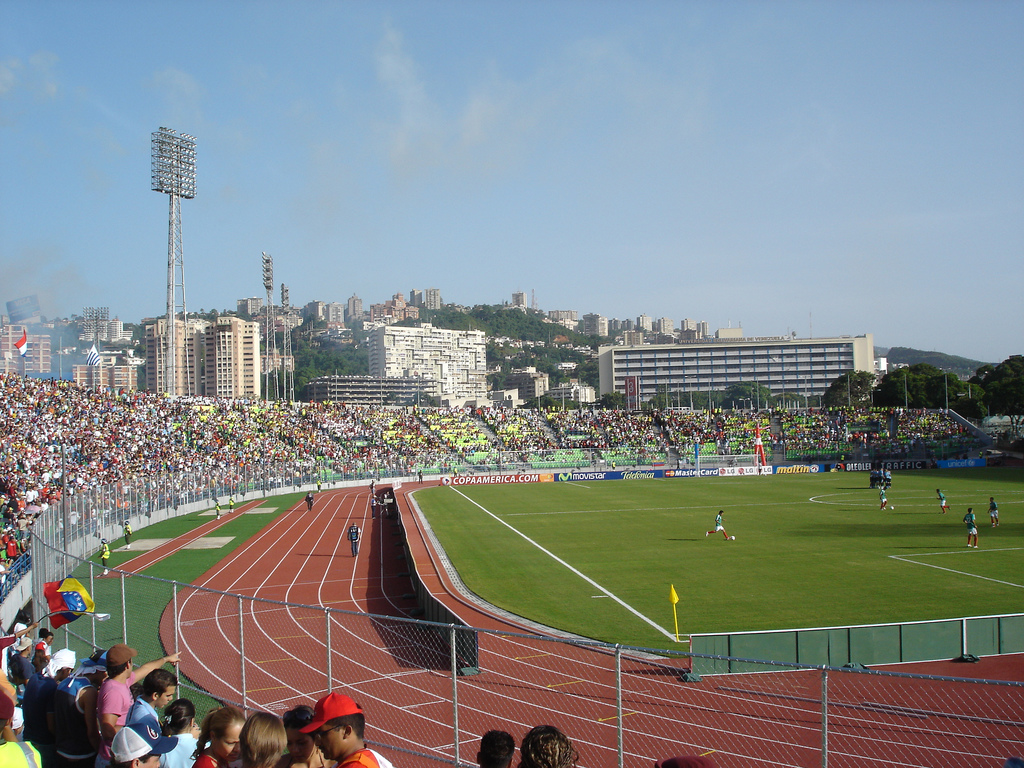
Estadio Olímpico de la Universidad Central de Venezuela.

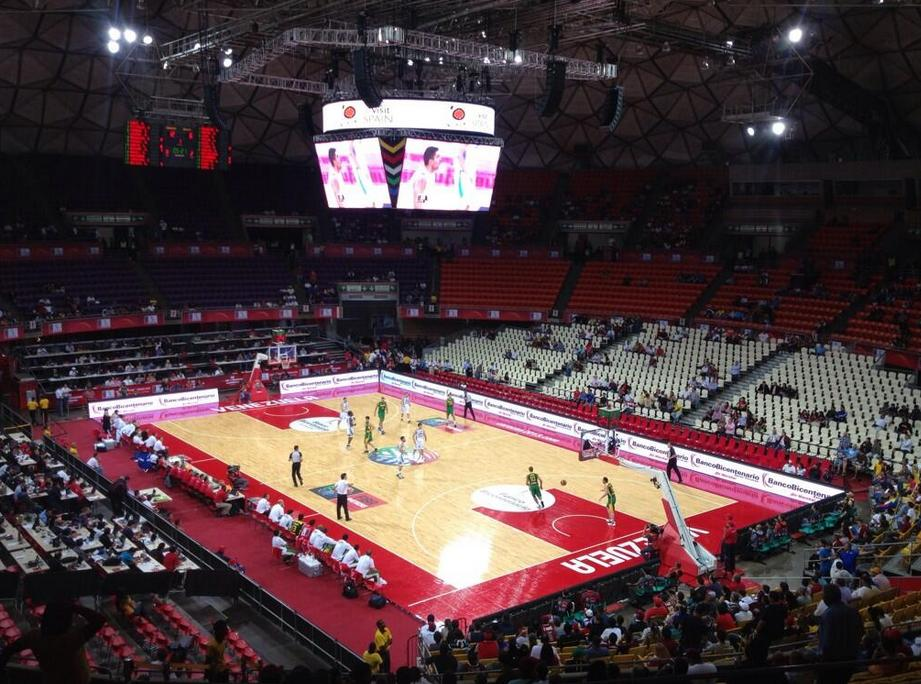
El Poliedro de Caracas es usado para diferentes disciplinas deportivas y espectáculos.

Caracas fue la ciudad sede de los III Juegos Bolivarianos en 1951, de los VIII Juegos Centroamericanos y del Caribe en 1959, de los IX Juegos Panamericanos en 1983, de la Copa América 2007 (fútbol), de la Copa Libertadores de América, de la Copa Merconorte, de la Copa Sudamericana y de la primera edición de la Copa América de Béisbol en 2008. Además, ha sido anfitriona de la Serie del Caribe en siete ocasiones, del Campeonato FIBA Américas de 2013, Torneo Preolímpico FIBA 2012, Campeonato Mundial de Sóftbol Femenino de 2010, Campeonato mundial de béisbol en 3 ocasiones (1944,1945,1953), numerosos torneos sudamericanos de baloncesto, voleibol, golf, tenis, squash, pelota vasca, entre otros.
En la ciudad se encuentran las sedes del Instituto Nacional de Deportes y del Comité Olímpico Venezolano, además de las de otros clubes y federaciones nacionales de diversas disciplinas. En el sector oeste de la ciudad hay centros deportivos para atletas de alto rendimiento y otros de menor jerarquía como el Velódromo Teo Capriles, sede de varias escuelas deportivas; el Parque Naciones Unidas, también con un mayor número de escuelas; el Estadio Nacional Brígido Iriarte, el más viejo de la capital y cuna del atletismo; el Complejo Cocodrilos (privado) donde se practican varias disciplinas para niños y adultos; el Complejo Centro de Tenis La Paz. En Montalbán, El Paraíso y Caricuao hay instalaciones públicas destacables.
El béisbol y el fútbol son los deportes más populares de la ciudad.
Los equipos de béisbol, Leones del Caracas y Tiburones de La Guaira juegan en el Estadio Universitario de Caracas, el cual puede albergar hasta 25 000 espectadores. Como una deuda histórica saldada, recientemente los Tiburones de La Guaira cuentan además con el Estadio Jorge Luis García Carneiro (anteriormente Estadio Fórum de La Guaira), inaugurado en 2020 por el presidente Nicolás Maduro Moros. El primer equipo de béisbol fundado en la ciudad fue el de Los Navegantes del Magallanes. Actualmente tienen como sede la ciudad de Valencia en el Estado Carabobo, pero mantienen una fuerte afición en la capital que en parte se debe a su rivalidad histórica con los Leones del Caracas.
Los equipos de fútbol que juegan la Primera División de Venezuela son el Caracas Fútbol Club, el Deportivo Miranda, el Deportivo La Guaira y Metropolitanos FC y UCV FC. La ciudad tiene dos estadios de fútbol: el Estadio Olímpico de la UCV con capacidad para 24 900 espectadores (que fue reducida hasta la capacidad actual por la colocación de sillas con motivo de la Copa América 2007) y el Estadio Nacional Brígido Iriarte con una capacidad de 10 000 personas (antiguo hogar del Caracas Fútbol Club, Deportivo Petare y el Deportivo La Guaira). En el año 2005 el Caracas Fútbol Club inauguró su propio complejo deportivo llamado Cocodrilos Sports Park, cuyo estadio tiene una capacidad de 3500 espectadores aproximadamente y césped sintético. Este funciona como sede de los entrenamientos de todas las categorías del Caracas Fútbol Club y en el mismo se disputan los partidos oficiales del conjunto filial y de las categorías inferiores.
En el baloncesto la ciudad está representada por dos equipos de la Liga Profesional de Baloncesto de Venezuela: los Cocodrilos de Caracas, que juegan en el Gimnasio José Beracasa «Parque Naciones Unidas», y las Panteras de Miranda, que tienen su base en el Gimnasio José Joaquín Papá Carrillo «Parque Miranda», bajo la jurisdicción del estado Miranda. Además, en la Liga Nacional de Baloncesto de Venezuela están representados con el equipo Atléticos de la UCV.
A partir del año 2011 se crearon las ligas profesionales de Voleibol y Futsal, donde Caracas se presentó con los conjuntos de los Mágicos de Caracas y el Caracas Futsal Club, respectivamente.
Caracas cuenta con cinco campos de golf de 18 hoyos: el Caracas Country Club, el Valle Arriba Golf Club, El Junko Golf Club, el Lagunita Country Club y el Izcaragua Golf Club.
| Predecesor: San Juan         | Ciudad Panamericana 1983               | Sucesor: Indianápolis |
| Predecesor: Lima             | Ciudad Bolivariana 1951                | Sucesor: Barranquilla |
| Predecesor: Ciudad de México | Ciudad Centroamericana y Caribeña 1959 | Sucesor: Kingston     |